# Complexo de Palácios de Ch'angdokkgung
Ch'angdokkgung (ou Changdeokgung) é um conjunto de palácios dentro de um grande parque em Seul, Coreia do Sul. é um dos cinco grande palácios construídos pela dinastia de Choson e, por causa da sua localização a este do palácio de Gyeongbok é muitas vezes chamado Palácio de Este.
No século XI, Goryeo, que sucedeu a Silla Unificada, construiu um palácio de verão em Seul, que foi referido como a "Capital do Sul". Quando Choson substituiu Goryeo, a capital foi transferida para Seul (também conhecido como Hanyang e mais tarde como Hanseong), onde permaneceu até a queda desta dinastia.
A dinastia Choson construiu os "Cinco Grandes Palácios" em Seul: Changdeokgung, Changgyeonggung, Deoksugung, Gyeongbokgung e Gyeonghuigung - todos localizados nos distritos de Jongno e Jung. Entre eles, Changdeokgung foi adicionado à Lista do Patrimônio Mundial da UNESCO em 1997 como um "exemplo notável de arquitetura de palácio e design de jardim do Extremo Oriente". O palácio principal, Gyeongbokgung, passou por um projeto de restauração em grande escala. Os palácios são considerados arquitetura exemplar do período Choson.
O palácio Gyeongbokgung, construído no século XIV, serviu como residência real até 1592. O Complexo de Palácios de Ch'angdokkgung, construído em 1405, serviu como o principal palácio real de 1611 a 1872.
Ch'angdokkgung era o palácio preferido de muitos reis da dinastia de Choson e deteve muitos elementos coreanos datados do período dos Três Reinos da Coreia que não foram incorparados no mais formal Gyeongbokgung.
Os portões do palácio foram usados para filmar o famoso drama coreano Dae Jang Geum em 2000.
Foi declarado Património da Humanidade pela Unesco em 1997.

## Palácio Gyeongbokgung
Construído em 1395, o Palácio Gyeongbokgung também é comumente referido como Palácio do Norte porque sua localização fica mais ao norte quando comparado aos palácios vizinhos:  Changdeokgung (Palácio Oriental) e Palácio Gyeonghuigung (Palácio Ocidental). O Palácio Gyeongbokgung é indiscutivelmente o mais bonito e continua sendo o maior de todos os cinco palácios.
As instalações já foram destruídas por um incêndio durante a Guerra de Imjin (invasões japonesas, 1592-1598). No entanto, todos os edifícios do palácio foram restaurados posteriormente sob a liderança de Heungseondaewongun durante o reinado do Rei Gojong (1852-1919).
Notavelmente, os edifícios mais representativos da Dinastia Choson, o Pavilhão Gyeonghoeru e o Lago Hyangwonjeong permaneceram relativamente intactos. Woldae e as esculturas de Geunjeongjeon (a Câmara de Audiências Real) representam esculturas passadas da arte contemporânea.
O Museu do Palácio Nacional da Coreia está localizado ao sul do Portão de Heungnyemun, e o Museu Nacional do Folclore está localizado no lado leste de Hyangwonjeong.

### Visão Geral

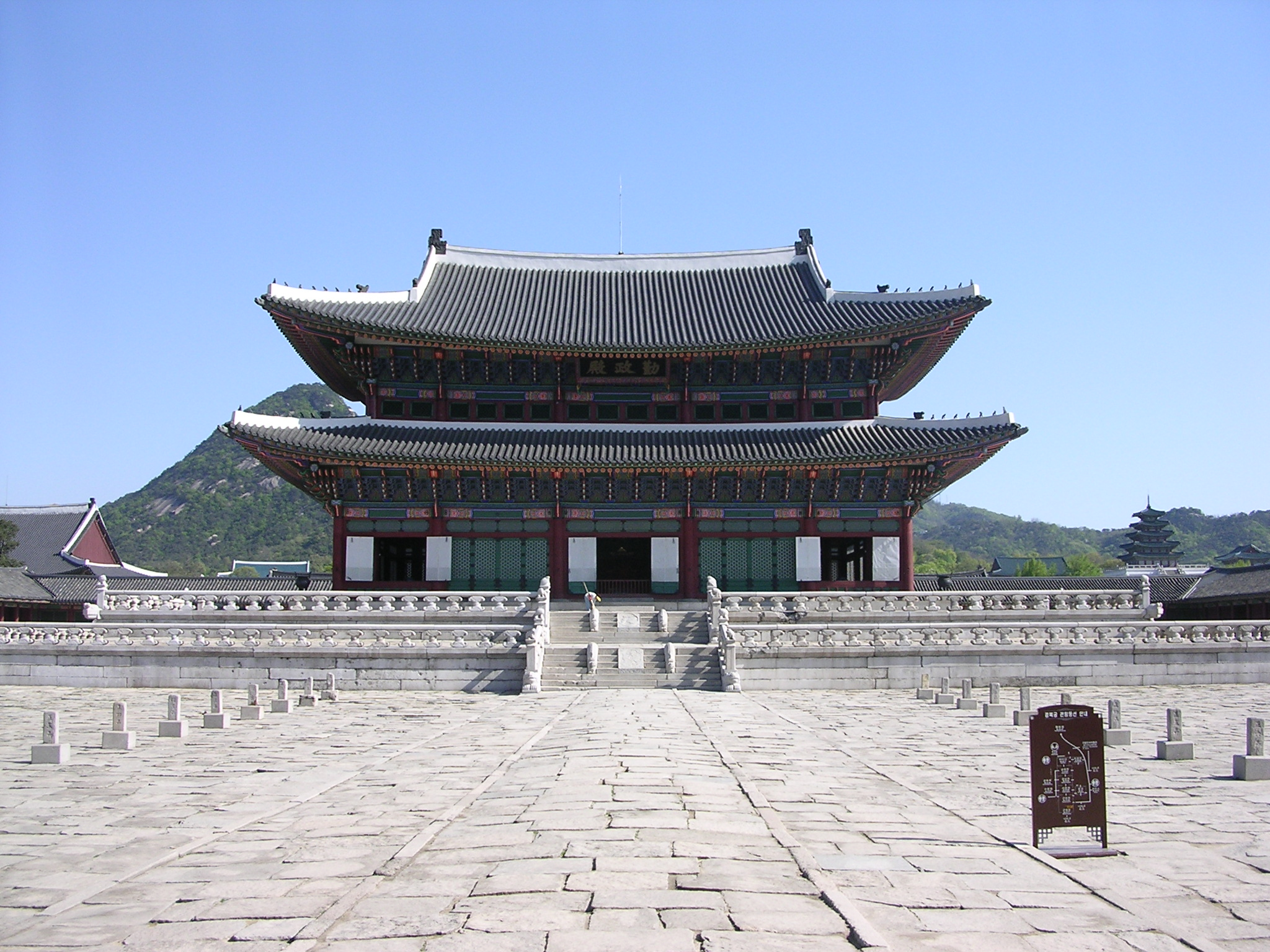
Palácio de Gyeongbokgung, em Seoul, Coreia do Sul.

Gyeongbokgung foi construído três anos após a fundação da dinastia Choson e serviu como seu palácio principal. Com o Monte Bugak como pano de fundo e a Rua dos Seis Ministérios (hoje Sejongno) fora do Portão de Gwanghwamun, a entrada principal do palácio, Gyeongbokgung ficava no coração da capital coreana. Foi continuamente expandido antes de ser reduzido a cinzas durante a invasão japonesa de 1592.
Nos 273 anos seguintes, os jardins do palácio foram abandonados até serem reconstruídos em 1867 sob a liderança do regente Heungseondaewongun. A restauração foi concluída em grande escala, com 330 edifícios aglomerados em uma configuração labiríntica. Dentro das paredes do palácio ficavam o Pátio Externo (oejeon), escritórios para o rei e oficiais do estado, e o Tribunal Interno (naejeon), que incluía alojamentos para a família real, bem como jardins para lazer. Dentro de seus extensos recintos havia outros palácios, grandes e pequenos, incluindo Junggung (a residência da Rainha) e Donggung (a residência do Príncipe Herdeiro).
Devido ao seu status de símbolo da soberania nacional, Gyeongbokgung foi amplamente danificado durante a ocupação japonesa no início do século XX. Em 1911, a propriedade das terras do palácio foi transferida para o governador-geral japonês. Em 1915, a pretexto da realização de uma exposição, mais de 90% dos edifícios foram demolidos. Após a exposição, os japoneses demoliram tudo o que restou e construíram sua sede colonial, o Edifício do Governo Geral (1916–26), no local. Apenas um punhado de estruturas icônicas sobreviveram, incluindo a Sala do Trono e o Pavilhão Gyeonghoeru.
Os esforços de restauração estão em andamento desde 1990. O Edifício do Governo Geral foi removido em 1996 e os Portões Heungnyemun (2001) e Gwanghwamun (2006-2010) foram reconstruídos em seus locais e formas originais. As reconstruções do pátio interno e da residência do príncipe herdeiro também foram concluídas.

### História

#### Séculos XIV a XVI
Gyeongbokgung foi originalmente construído em 1394 pelo Rei Taejo, o primeiro rei e fundador da dinastia Choson, e seu nome foi concebido por um influente ministro do governo chamado Jeong Do-jeon. Posteriormente, o palácio foi continuamente expandido durante o reinado do Rei Taejong e do Rei Sejong, o Grande. Foi severamente danificado por um incêndio em 1553, e sua custosa restauração, encomendada pelo Rei Myeongjong, foi concluída no ano seguinte.
No entanto, quatro décadas depois, o Palácio Gyeongbokgung foi totalmente queimado durante as invasões japonesas da Coreia de 1592-1598. A corte real foi transferida para o Palácio Changdeokgung. O local do palácio Gyeongbokgung foi deixado em ruínas pelos três séculos seguintes.

#### Século XIX
Em 1867, durante a regência de Daewongun, os edifícios do palácio foram reconstruídos e formaram um enorme complexo com 330 edifícios e 5.792 quartos. Com uma área de 4.657.576 pés quadrados (432.703 metros quadrados), Gyeongbokgung tornou-se novamente um símbolo icônico tanto para a nação coreana quanto para a família real coreana. Em 1895, após o assassinato da Imperatriz Myeongseong por agentes japoneses, seu marido, o Imperador Gojong, deixou o palácio. A Família Imperial nunca mais voltou para Gyeongbokgung.

#### Séculos XX e XXI

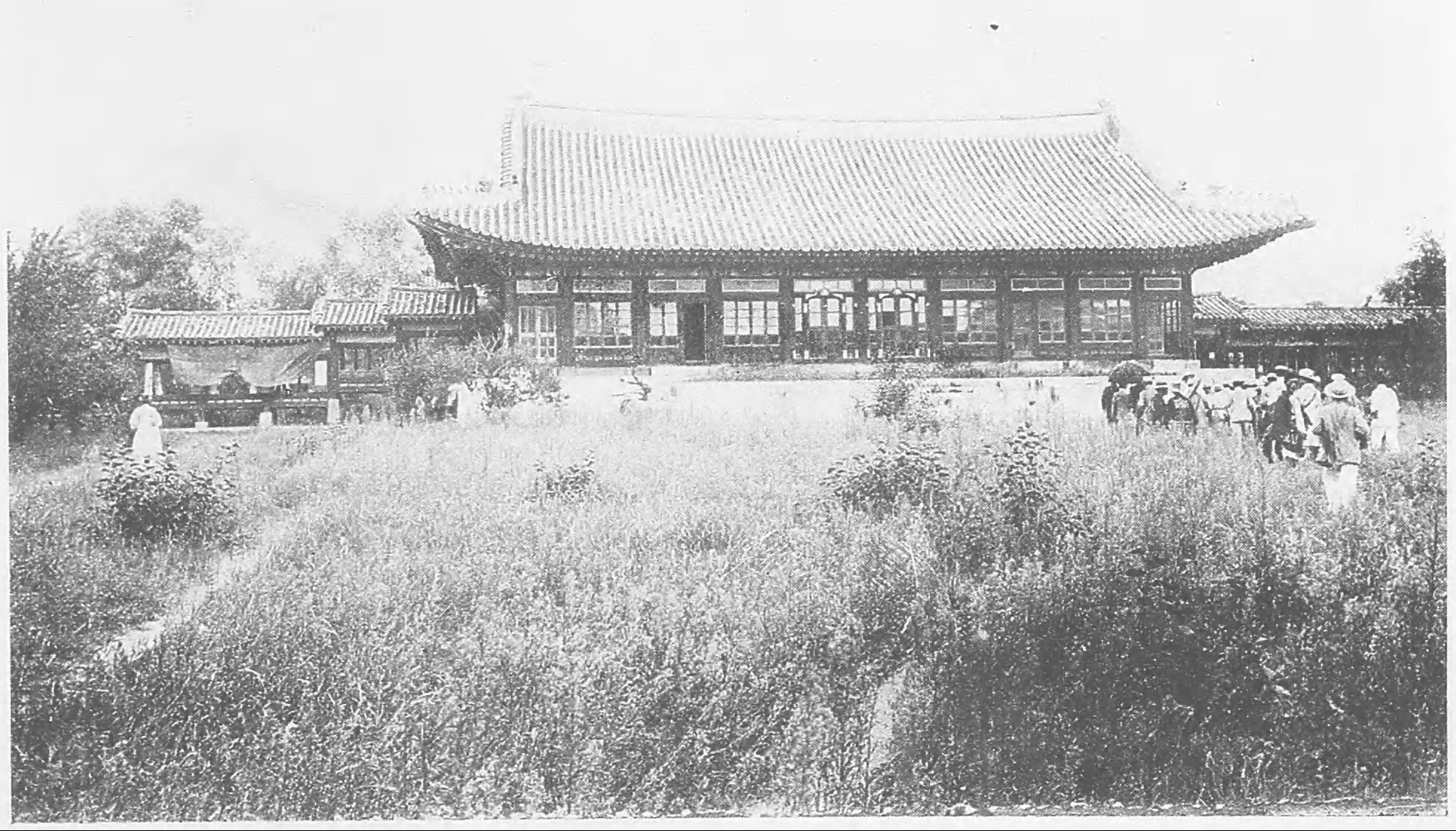
Palácio de Gyeongbokgung, em Seoul, Coreia do Sul, em 1906.

Em 1915, foi usado como local para a Exposição Industrial Choson com novos edifícios de exposição sendo erguidos no local. A partir de 1911, o governo colonial do Império do Japão demoliu sistematicamente todos os edifícios, exceto 10, durante a ocupação japonesa da Coreia e organizou inúmeras exposições em Gyeongbokgung.
Em 1926, o governo construiu o enorme Edifício do Governo Geral Japonês em frente ao salão do trono, Geunjeongjeon, a fim de erradicar o símbolo e a herança da dinastia Choson. O Portão de Gwanghwamun, o portão sul e principal de Gyeongbokgung, foi realocado pelos japoneses para o leste do palácio. Uma outra exposição, a Exposição Chosun, aconteceu em 1929.
O palácio sofreu ainda mais danos quando a estrutura de madeira do Portão Gwanghwamun realocado foi completamente destruída em meio à devastação da Guerra da Coreia.
Os edifícios originais do palácio do século XIX de Gyeongbokgung que sobreviveram ao domínio japonês da Coreia colonial e à Guerra da Coreia incluem:
- Geunjeongjeon (a Sala do Trono Imperial) - Tesouro Nacional nº 223 .
- Pavilhão Gyeonghoeru - Tesouro Nacional nº 224 .
- Pavilhão Hyangwonjeong; Jagyeongjeon Hall; Jibokjae Hall; Sajeongjeon Hall; e Sujeongjeon Hall.

### Restauração
Em 1989, o governo sul-coreano iniciou uma iniciativa de 40 anos para reconstruir as centenas de estruturas que foram destruídas pelo governo colonial do Império do Japão, durante o período da Coreia Colonial ocupada (1910-1945).
Em 1995, o Edifício do Governo Geral Japonês, após muitos debates polêmicos sobre seu destino, foi demolido para reconstruir o Portão de Heungnyemun e seus claustros. O Museu Nacional da Coreia, então localizado no terreno do palácio, foi transferido para Yongsan-gu em 2005.
No final de 2009, estimou-se que aproximadamente 40 por cento das estruturas que existiam antes da ocupação japonesa na Coreia foram restauradas ou reconstruídas. Como parte da fase 5 da iniciativa de restauração Gyeongbokgung, Gwanghwamun, o portão principal do palácio, foi restaurado ao seu projeto original. Outro projeto de restauração de 20 anos está planejado pelo governo sul-coreano para restaurar Gyeongbokgung ao seu antigo status.

### Estrutura

#### Portões Principais deGyeongbokgung
- Gwanghwamun (광화문, Portão Principal e Portão Sul);
- Heungnyemun (흥례문, o segundo portão interno);
- Geunjeongmun (근정문, o terceiro portão interno);
- Sinmumun (신무문, Portão Norte);
- Geonchunmun (건춘문, Portão Leste);
- Yeongchumun (영추문, The West Gate).

#### Oejeon(외전, Outer Court)
- Geunjeongmun (근정문, o terceiro portão interno);
- Geunjeongjeon (근정전, Sala do Trono);
- Sajeongjeon (사정전, O Escritório Executivo);
- Sujeongjeon (수정전);
- Cheonchujeon (천추전);
- Manchunjeon (만춘 전).

#### Naejeon(내전, Inner Court)
- Gangnyeongjeon (강녕전, The King's Quarters);
- Gyotaejeon (교태전, Quartos da Rainha);
- Jagyeongjeon (자경전, aposentos da rainha viúva).

#### Donggung(동궁, o Palácio do Príncipe Real)
- Jaseondang (자선당, aposentos do príncipe herdeiro e das princesas);
- Bihyeongak (비 현각, The Study of the Crown Prince).

#### Pavilhões
- Gyeonghoeru (경회루, Salão de Banquetes Real);
- Hyangwonjeong (향원정).

#### Pontes
- Yeongjegyo (영제 교)

Tendo passado pelo portão principal inicial (Gwanghwamun Gate, 광화문) e pelo portão secundário (Portão de Heungnyemun, 흥례문), os visitantes passariam por uma pequena ponte chamada Yeongjegyo (영제 교). Localizadas no topo do canal, ao lado da ponte, estavam várias criaturas imaginárias conhecidas como Seosu.
- Chwihyanggyo (취향 교)

Chwihyanggyo estava originalmente localizada no lado norte da ilha e foi a ponte mais longa construída puramente de madeira durante a Dinastia Choson; no entanto, foi destruída durante a Guerra da Coreia. A ponte foi reconstruída em sua forma atual no lado sul da ilha em 1953.

#### Edifícios
- Geunjeongjeon

Geunjeongjeon (coreano: 근정전; Hanja: 勤政殿), também conhecido como Geunjeongjeon Hall, é a sala do trono onde o rei concedeu formalmente audiências a seus oficiais, deu declarações de importância nacional e cumprimentou enviados e embaixadores estrangeiros durante a dinastia Choson. O edifício foi designado Tesouro Nacional da Coreia nº 223 em 8 de janeiro de 1985. 

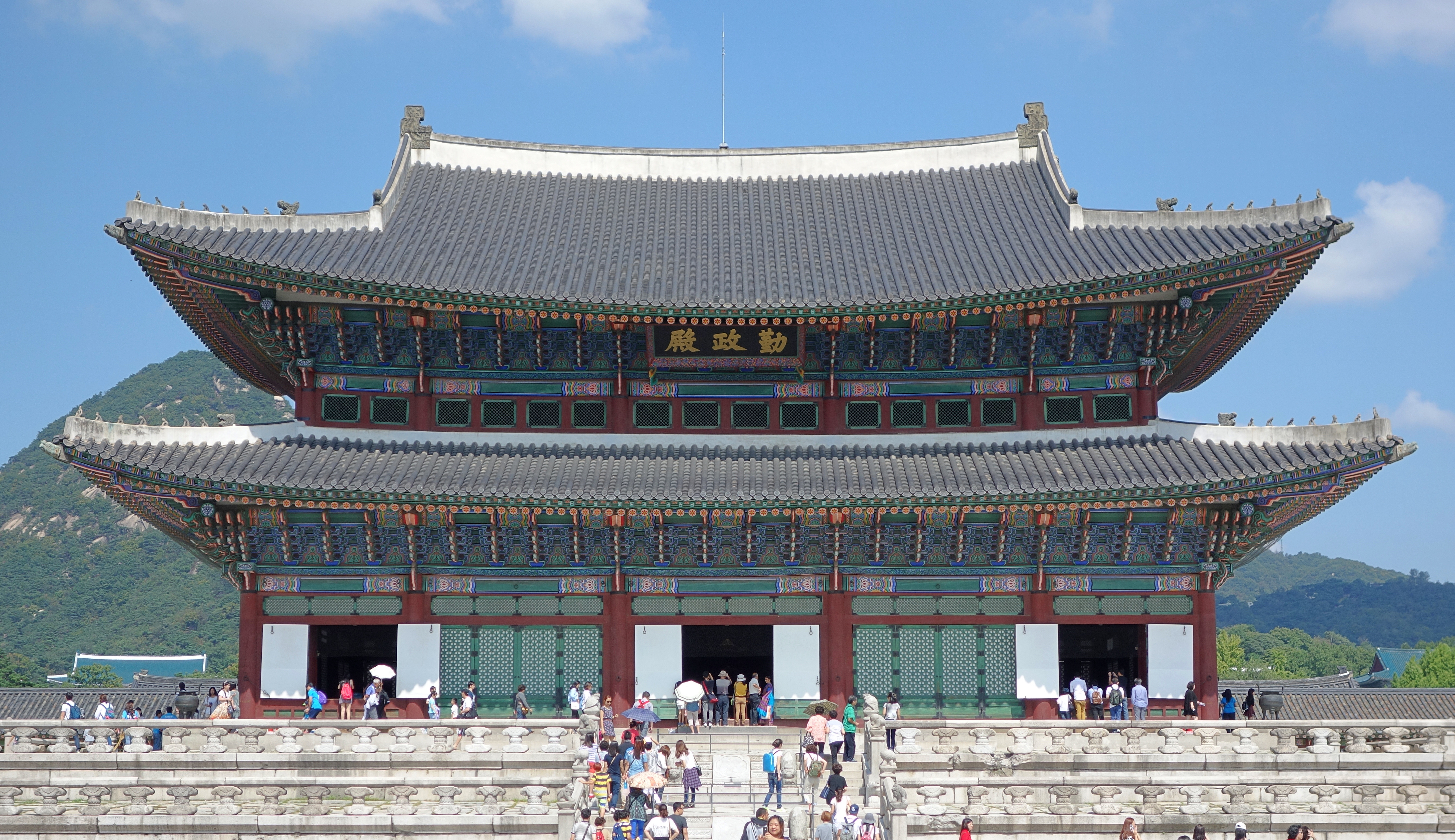
Edifício de Geunjeongjeon, no palácio de Gyeongbokgung, em Seul, Coreia do Sul.

Geunjeongmun (coreano:  근정문; Hanja: 勤政 門), alinhado e localizado diretamente ao sul de Geunjeongjeon, é o portão principal para o pátio e para Geunjeongjeon. O portão é dividido em três corredores separados, e apenas o rei tinha permissão para passar pelo centro.
Geunjeongjeon foi originalmente construído em 1395 durante o reinado do Rei Taejo, mas foi incendiado em 1592 quando os japoneses invadiram a Coreia. O edifício atual foi construído em 1867, quando Gyeongbokgung estava sendo reconstruído. O nome Geunjeongjeon, criado pelo ministro Jeong Do-jeon, significa "salão de governança diligente".
Construído principalmente de madeira, Geunjeongjeon fica no centro de um grande pátio retangular, no topo de uma plataforma de pedra de duas camadas. Esta plataforma de duas camadas é forrada com balaustradas detalhadas e é decorada com inúmeras esculturas que retratam animais reais e imaginários, como dragões e fênix. O pátio pavimentado com pedras é alinhado com duas fileiras de pedras precárias, chamadas pumgyeseok (coreano:  품계석; Hanja: 品 階 石), indicando onde os oficiais do tribunal devem se posicionar de acordo com suas fileiras. Todo o pátio é totalmente fechado por claustros de madeira.
- Sajeongjeon

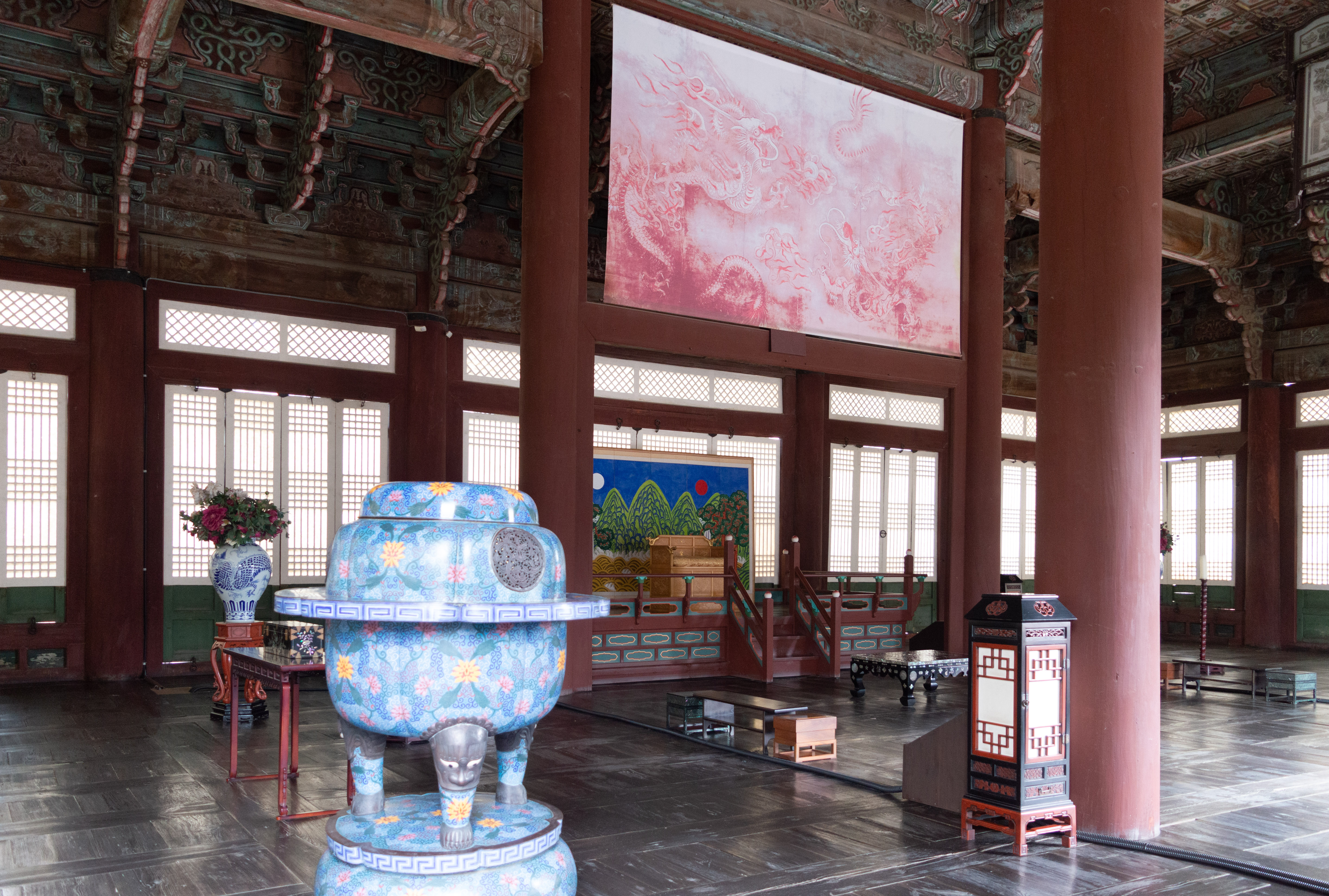
Interior do edifício de Sajeongjeon, em Gyeongbokgung, em Seul, Coreia do Sul.

Sajeongjeon (coreano: 사정전 ; Hanja : 思政 殿), também chamado de Sajeongjeon Hall, é um edifício usado como o escritório executivo principal pelo rei durante a Dinastia Choson. Localizado atrás do Geunjeongjeon Hall, o rei desempenhou suas funções executivas e manteve reuniões com os principais funcionários do governo em Sajeongjeon.
Dois edifícios laterais separados, Cheonchujeon (coreano:  천추전; Hanja: 千秋 殿) e Manchunjeon (coreano: 만춘 전; Hanja: 萬春 殿), flanqueiam a oeste e leste de Sajeongjeon, e enquanto Sajeongjeon não está equipado com um sistema de aquecimento, esses prédios são equipados com Ondols para uso nos meses mais frios.
- Gyeonghoeru

Gyeonghoeru (coreano: 경회루; Hanja : 慶 會 樓), também conhecido como Pavilhão Gyeonghoeru, é um salão usado para realizar banquetes de estado importantes e especiais durante a Dinastia Choson. Foi registrado como Tesouro Nacional da Coreia nº 224 em 8 de janeiro de 1985.

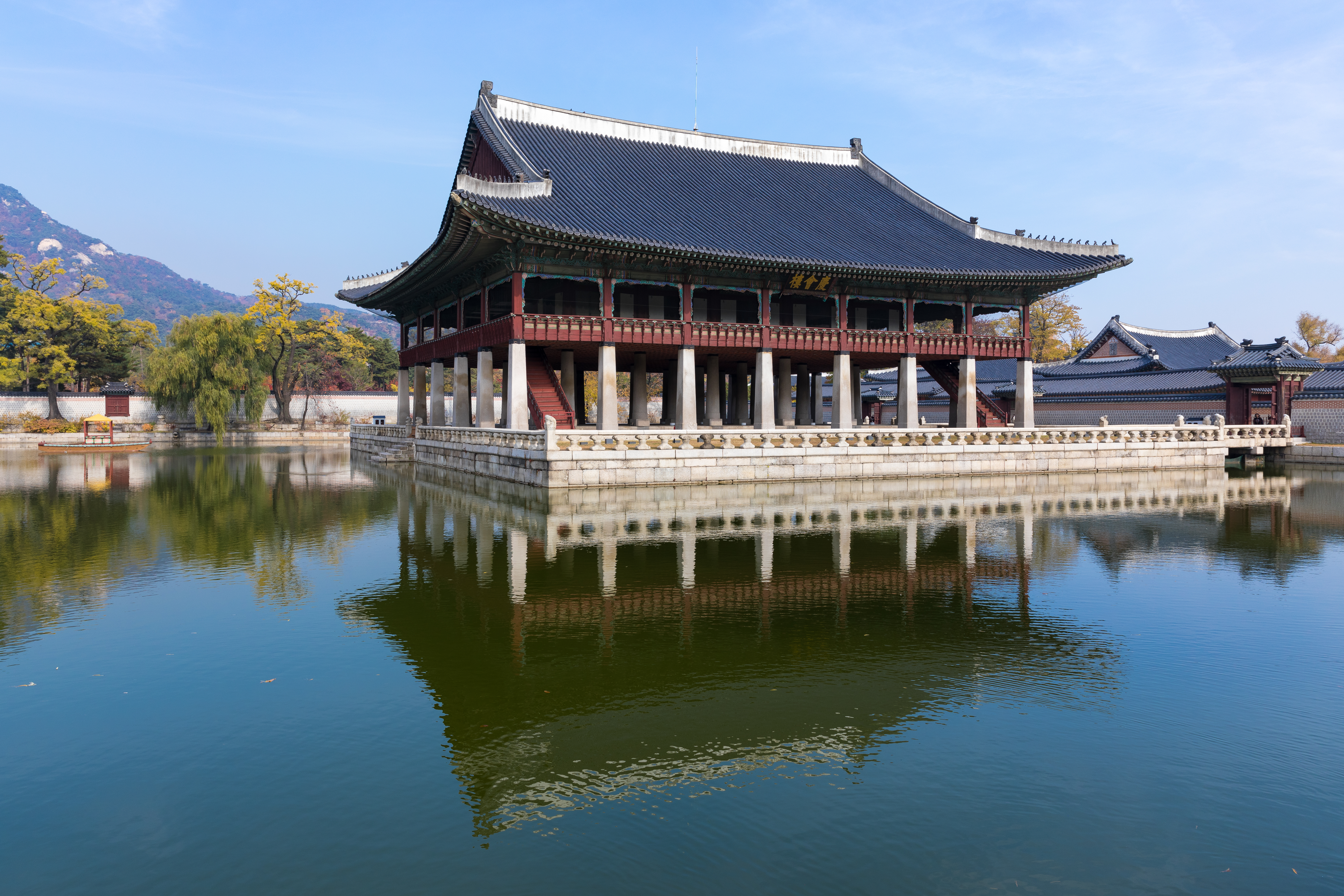
Gyeonghoeru, no Palácio de Gyeongbokgung, em Seul, Coreia do Sul.

O primeiro Gyeonghoeru foi construído em 1412, o 12º ano do reinado do Rei Taejong, mas foi incendiado durante as invasões japonesas da Coreia em 1592. O presente edifício foi construído em 1867 (o 4º ano do reinado do Rei Gojong) em uma ilha de um lago retangular artificial com 128 m de largura e 113 m de largura.
Construído principalmente de madeira e pedra, Gyeonghoeru tem uma forma onde a estrutura de madeira do prédio fica no topo de 48 pilares de pedra maciça, com escadas de madeira conectando o segundo andar ao primeiro andar. Os perímetros externos de Gyeonghoeru são sustentados por pilares quadrados, enquanto as colunas internas são cilíndricas; eles foram colocados assim para representar a ideia de Yin e Yang. Quando Gyeonghoeru foi originalmente construído em 1412, esses pilares de pedra eram decorados com esculturas de dragões subindo ao céu, mas esses detalhes não foram reproduzidos quando o prédio foi reconstruído no século XIX. Três pontes de pedra conectam o prédio aos jardins do palácio, e os cantos das balaustradas ao redor da ilha são decorados com esculturas representando doze animais do Zodíaco.
Gyeonghoeru costumava ser representado nas cédulas coreanas de 10.000 won (Série 1983-2002).
- Sujeongjeon

Sujeongjeon (coreano: 수정전; Hanja: 修 政 殿), um edifício localizado ao sul de Gyeonghoeru, foi construído em 1867 e usado pelo gabinete da dinastia Choson.
- Gangnyeongjeon

Gangnyeongjeon (coreano: 강녕전; Hanja: 康寧 殿), também chamado de Gangnyeongjeon Hall, é um edifício usado como a residência principal do rei. Construído pela primeira vez em 1395, o quarto ano do Rei Taejo, o edifício contém a câmara-cama do rei. Destruído durante as invasões japonesas da Coreia em 1592, o edifício foi reconstruído quando Gyeongbokgung foi reconstruído em 1867, mas foi novamente queimado por um grande incêndio em novembro de 1876 e teve que ser restaurado em 1888, seguindo as ordens do Rei Gojong.

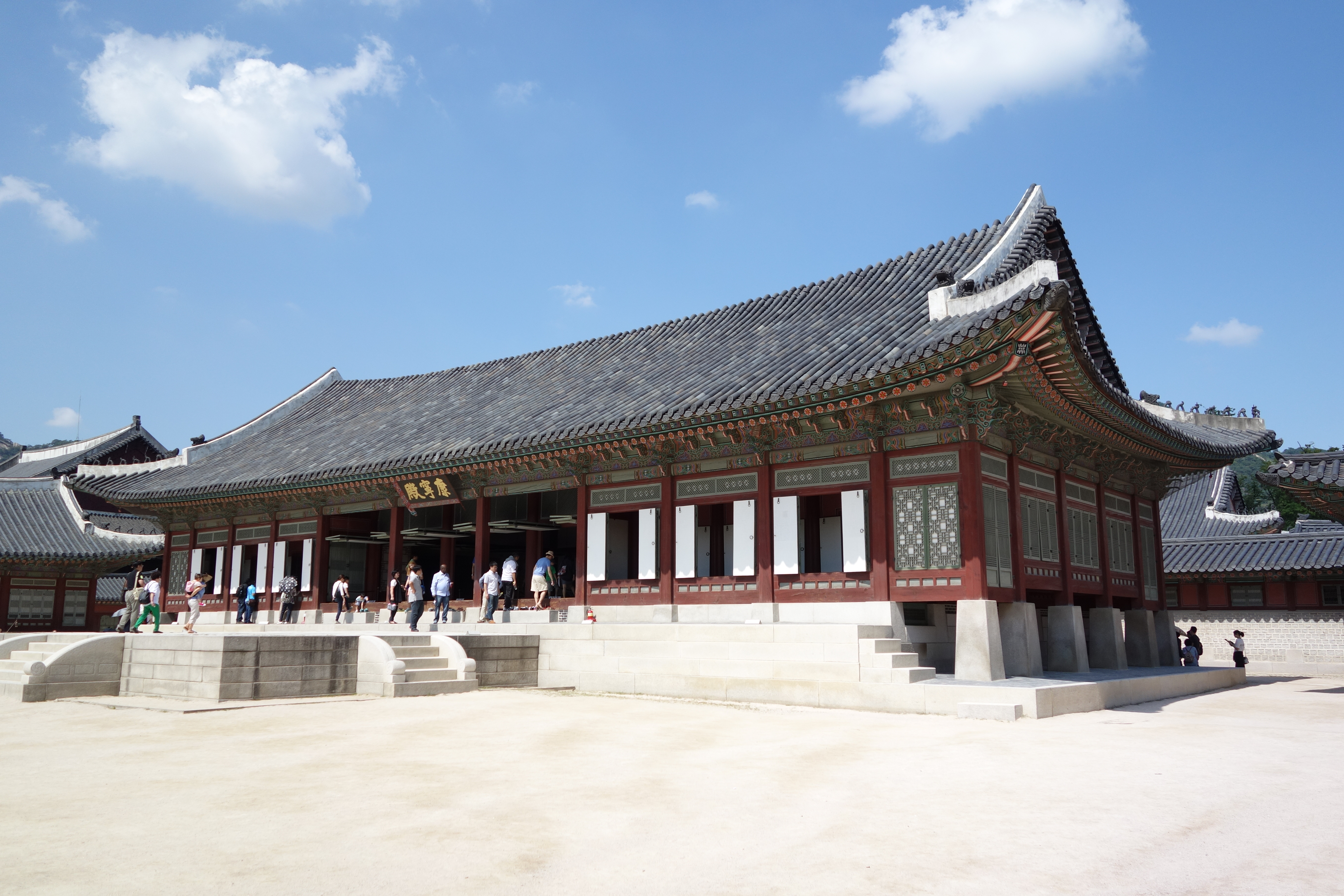
Edifício de Gangnyeongjeon, no Palácio de Gyeongbokgung, em Seul, Coreia do Sul.

No entanto, quando Huijeongdang do Palácio de Changdeokgung foi queimado por um incêndio em 1917, o governo japonês desmembrou o edifício e usou seus materiais de construção para restaurar Huijeongdang em 1920. O atual Gangnyeongjeon foi construído em 1994, restaurando meticulosamente o edifício ao seu original especificações e design.
Gangnyeongjeon consiste em corredores e quatorze câmaras retangulares, cada uma das sete câmaras localizadas no lado esquerdo e direito do edifício em um layout semelhante a um tabuleiro de xadrez. O rei usava a câmara central enquanto os assistentes da corte ocupavam as câmaras laterais restantes para proteger, ajudar e receber ordens. O prédio fica no topo de uma fundação alta de pedra, e um deck de pedra ou varanda está localizado na frente do prédio.
A característica notável do edifício é a ausência de um cume do telhado branco chamado yongmaru (coreano:  용마루) em coreano. Existem muitas teorias para explicar a ausência, das quais uma proeminente afirma que, uma vez que o rei era simbolizado como o dragão durante a dinastia Choson, o yongmaru, que contém a letra dragão ou yong (龍), não pode descansar em cima do rei quando ele está dormindo.
- Gyotaejeon

Gyotaejeon (coreano:  교태전 ; Hanja : 交 泰 殿), também chamado de Gyotaejeon Hall, é um edifício usado como a residência principal da rainha durante a Dinastia Choson. O edifício está localizado atrás de Gangnyeongjeon, os aposentos do rei, e contém a câmara da cama da rainha. Foi construído pela primeira vez por volta de 1440, o 22º ano do Rei Sejong, o Grande.

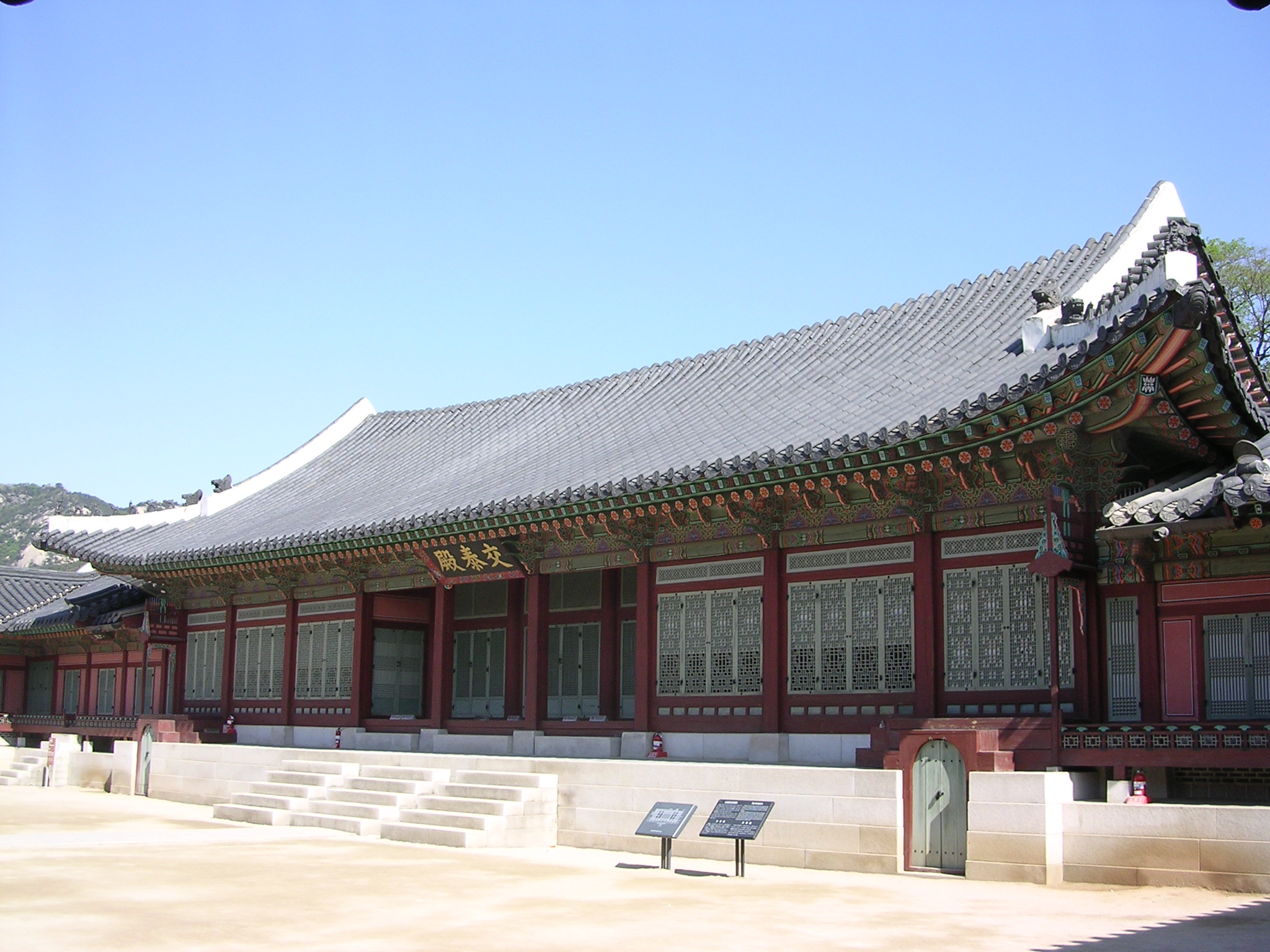
Edifício de Gyotaejeon, no Palácio de Gyeongbokgung, em Seul, Coreia do Sul.

O rei Sejong, que se notou que tinha uma saúde frágil mais tarde em seu reinado, decidiu exercer suas funções executivas em Gangnyeongjeon, onde está localizado seu quarto, em vez de Sajeongjeon. Uma vez que esta decisão significava que muitos oficiais do governo rotineiramente precisavam visitar e invadir Gangnyeongjeon, o rei Sejong mandou construir Gyotaejeon em consideração à privacidade da rainha de sua esposa.
O edifício foi incendiado em 1592 quando os japoneses invadiram a Coreia, mas foi reconstruído em 1867. No entanto, quando Daejojeon do palácio Changdeokgung foi queimado por um incêndio em 1917, o governo japonês desmontou o edifício e reciclou seus materiais de construção para restaurar Daejojeon. O edifício atual foi reconstruído em 1994 de acordo com seu projeto e especificações originais. O prédio, assim como Gangnyeongjeon, não tem um cume do telhado chamado yongmaru.
Amisan (coreano: 아미산; Hanja: 峨嵋山), um famoso jardim criado a partir de um monte artificial, está localizado atrás de Gyotaejeon. Quatro chaminés hexagonais, construídas por volta de 1869 em tijolos laranja e telhas decorativas, adornam Amisan sem mostrar sua função utilitária e são exemplos notáveis de arte formativa criada durante a Dinastia Choson. As chaminés foram registradas como Tesouro da Coreia nº 811 em 8 de janeiro de 1985.
- Hyangwonjeong

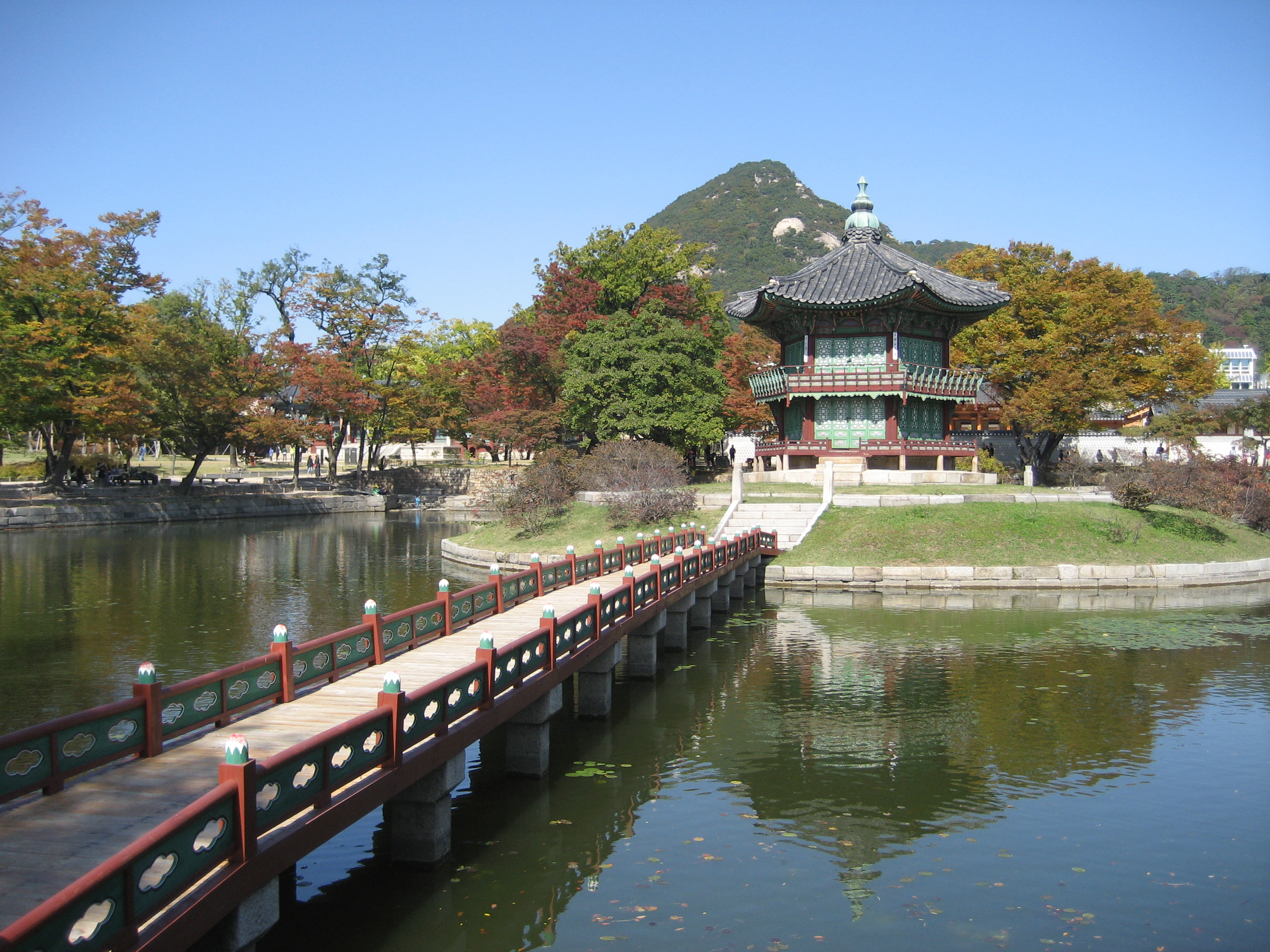
Edifício de Hyangwonjeong, no Palácio de Gyeongbokgung, em Seul, Coreia do Sul.

Hyangwonjeong (coreano: 향원정; Hanja: 香 遠 亭), ou Pavilhão Hyangwonjeong, é um pequeno pavilhão hexagonal de dois andares construído por volta de 1873 por ordem do Rei Gojong quando a residência Geoncheonggung foi construída ao norte dentro de Gyeongbokgung.
O pavilhão foi construído em uma ilha artificial de um lago chamado Hyangwonji (coreano:  향원지; Hanja: 香 遠 池), e uma ponte chamada Chwihyanggyo (coreano: 취향 교; Hanja: 醉 香 橋) o conecta aos jardins do palácio. O nome Hyangwonjeong é livremente traduzido como "Pavilhão da Fragrância de Longo Alcance", enquanto Chwihyanggyo é "Ponte Intoxicada com Fragrância".
A ponte Chwihyanggyo estava originalmente localizada no lado norte da ilha e foi a ponte mais longa construída puramente de madeira durante a dinastia Choson; no entanto, foi destruída durante a Guerra da Coreia. A ponte foi reconstruída em sua forma atual no lado sul da ilha em 1953, mas agora está sendo realocada em sua localização original no lado norte.
- Jagyeongjeon

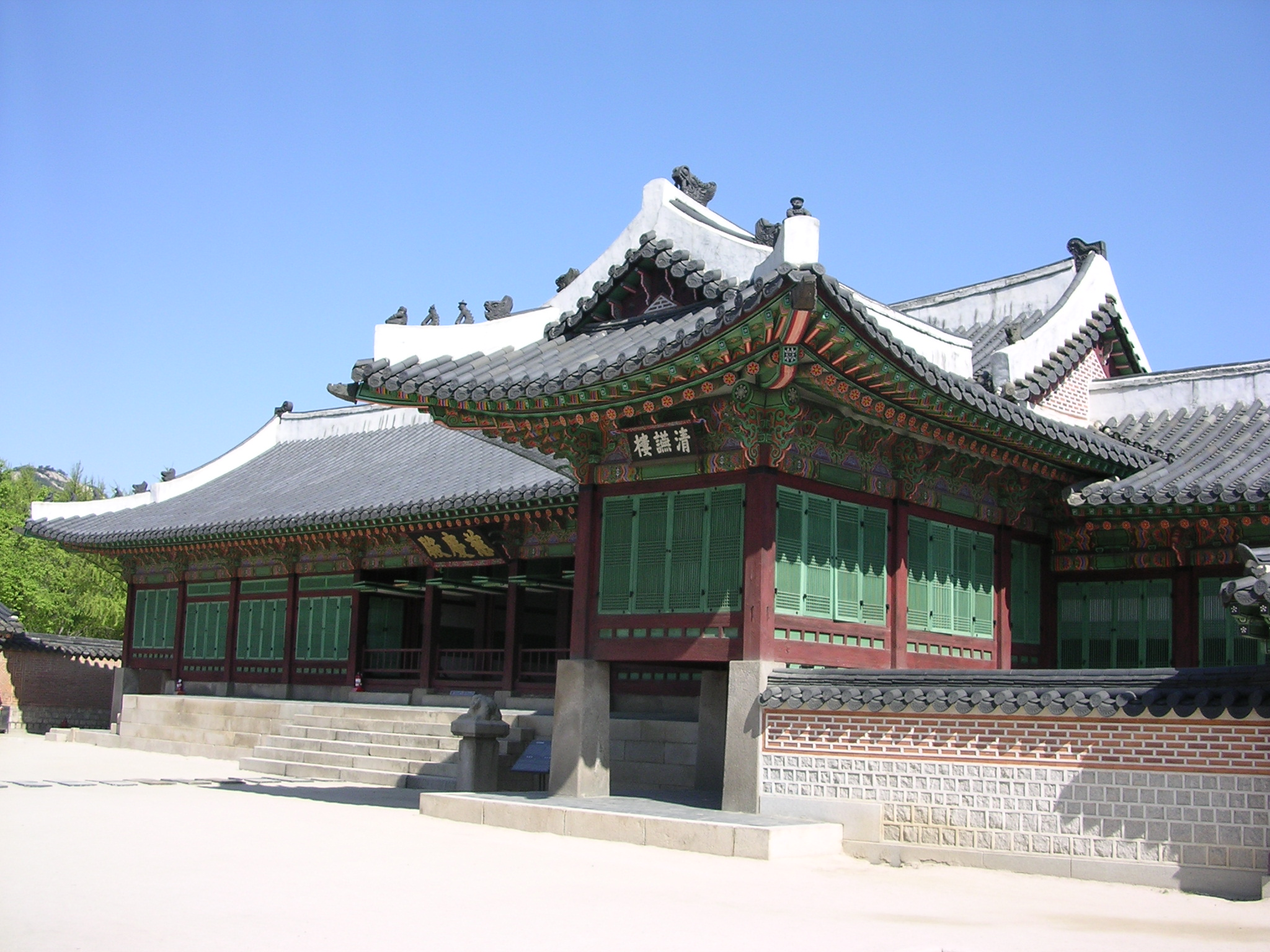
Edifício de Jagyeongjeon, no Palácio de Gyeongbokgung, em Seul, Coreia do Sul.

Jagyeongjeon (coreano: 자경전; Hanja: 慈 慶 殿), também chamado de Jagyeongjeon Hall, é um edifício usado como residência principal pela rainha Sinjeong (coreano: 신정 왕후; Hanja: 神 貞 王后), a mãe do rei Heonjong. Construído pela primeira vez em 1865, foi queimado duas vezes por um incêndio, mas foi reconstruído em 1888. Jagyeongjeon é o único alojamento real em Gyeongbokgung que sobreviveu às campanhas de demolição do governo japonês durante a ocupação japonesa da Coreia.
As chaminés de Jagyeongjeon são decoradas com dez sinais de longevidade para desejar uma vida longa para a falecida rainha, enquanto as paredes oeste do complexo de Jagyeongjeon são adornadas com desenhos florais.  A parte sudeste saliente de Jagyeongjeon, chamada Cheongyeollu (coreano:  청 연루 ; Hanja: 清 讌 樓), foi projetada para fornecer um espaço mais fresco durante o verão, enquanto a parte noroeste de Jagyeongjeon, chamada Bokandang (coreano:  복안 당; Hanja: 福安 堂), é projetado para os meses de inverno. A parte oriental de Jagyeogjeon, chamada Hyeopgyeongdang (Coreano: 협 경당; Hanja: 協 慶 堂) e distinguido pela altura mais baixa do edifício, era usado pelos assistentes da falecida rainha.
O edifício e as paredes decorativas foram registrados como Tesouro da Coreia nº 809 em 8 de janeiro de 1985.

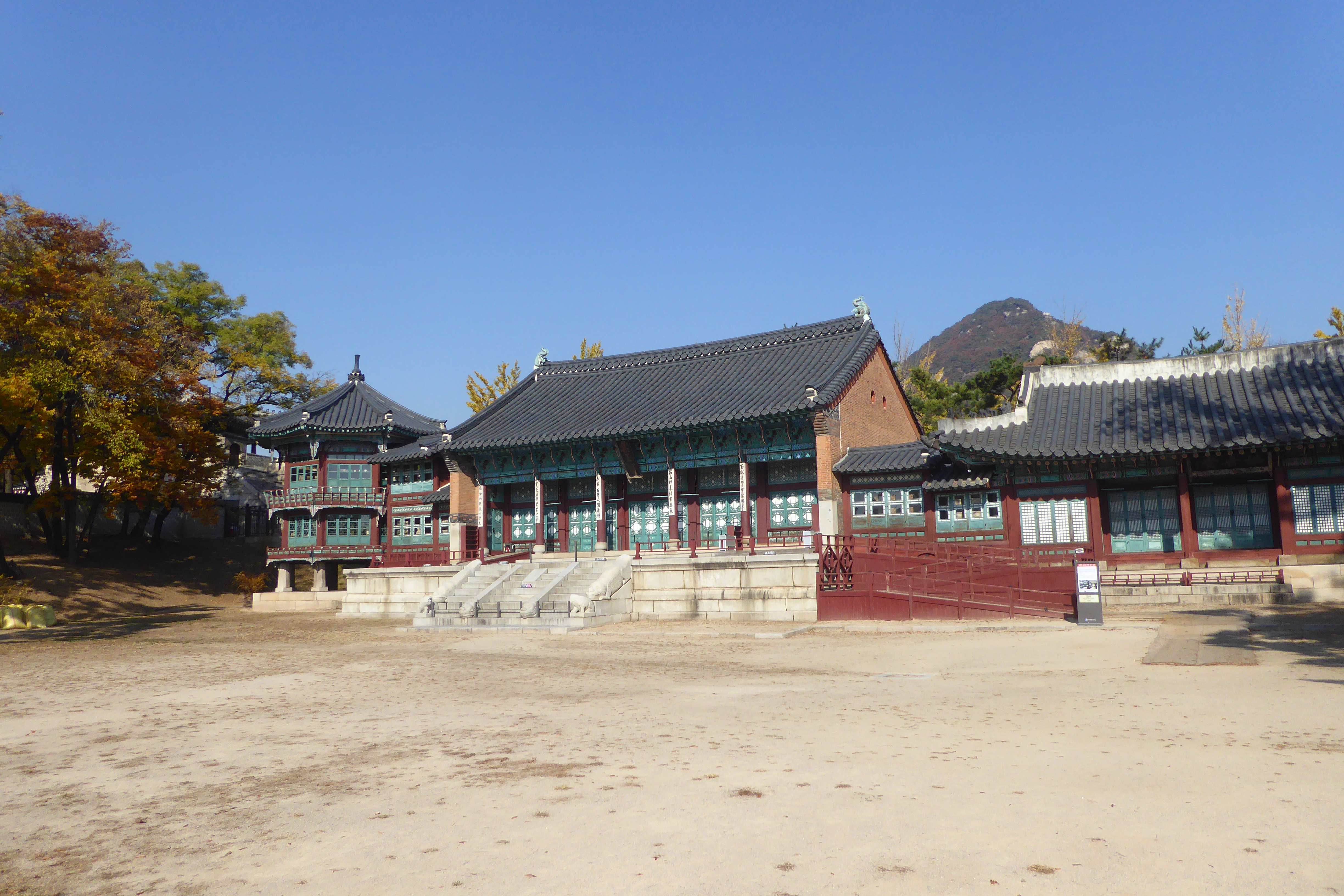
Edifício de Jibokjae, no Palácio de Gyeongbokgung, em Seul, Coreia do Sul.

- Jibokjae

Jibokjae (coreano:  집옥재; Hanja: 集 玉 齋), localizada ao lado da residência Geoncheonggung, é uma biblioteca particular de dois andares usada pelo rei Gojong . Em 1876, um grande incêndio ocorreu no palácio Gyeongbokgung, e o rei Gojong, por um breve período, mudou-se e residiu no palácio Changdeokgung. Ele acabou se mudando de volta para Gyeongbokgung em 1888, mas mandou desmontar o edifício Jibokjae preexistente e mudou-se de Changdeokgung para o local atual em 1891. Seu nome, Jibokjae, pode ser traduzido livremente em inglês como "Hall of Collecting Jade" .
O edifício mostra com exclusividade a forte influência da arquitetura chinesa em vez da arquitetura tradicional do palácio coreano. Suas paredes laterais foram inteiramente construídas em tijolo, um método comumente empregado pelos chineses contemporâneos, e suas formações de telhado, telas internas e colunas também mostram influências chinesas. Sua arquitetura possivelmente pretendia dar-lhe uma aparência exótica.
Jibokjae é flanqueado por Parujeong (coreano: 팔우정; Hanja: 八 隅 亭), um pavilhão octogonal de dois andares, à esquerda e Hyeopgildang (coreano:  협길당; Hanja: 協 吉 堂) à direita. Parujeong foi construído para armazenar livros, enquanto Hyeopgildang servia como parte do Jibokjae. Ambos os edifícios são conectados internamente ao Jibokjae.
Bohyeondang (coreano:  보현 당; Hanja : 寶 賢 堂) e Gahoejeong (coreano: 가회 정; Hanja: 嘉會亭), edifícios que também formavam um complexo de bibliotecas ao sul de Jibokjae, foram demolidos pelo governo japonês no início século XX.
- Taewonjeon

Taewonjeon (coreano:  태원 전; Hanja: 泰 元 殿), ou Santuário de Taewonjeon, é um santuário ancestral originalmente construído em 1868 para abrigar um retrato do Rei Taejo, o fundador da dinastia Choson, e para realizar rituais para os falecidos da realeza. Completamente destruído pelo governo japonês no início do século XX, o santuário foi restaurado com precisão devido ao seu projeto anterior em 2005.
- Donggung

Donggung (coreano:  동궁 ; Hanja : 東宮), localizado ao sul do pavilhão Hyangwonjeong, era a residência do príncipe herdeiro e sua esposa. Os quatro edifícios principais do complexo eram Jaseondang e Bihyeongak, Chunbang (a sala de conferências, onde o príncipe recebeu a educação preparatória para se tornar um futuro monarca), bem como Gyebang (o edifício da segurança).
No século XIX, o futuro imperador Sunjong viveu no complexo. Donggung foi arrasado durante a ocupação japonesa. O trabalho de restauração foi iniciado em 1999 e, atualmente, apenas Jaseondang e Bihyeongak foram restaurados.
- Geoncheonggung

Geoncheonggung (coreano: 건청궁; Hanja: 乾 淸 宮), também conhecido como Residência Geoncheonggung, era uma residência real privada construída pelo Rei Gojong dentro do palácio em 1873.
O rei Gojong residiu em Geoncheonggung desde 1888 e a residência foi continuamente ampliada, mas em 8 de outubro de 1895, a imperatriz Myeongseong, esposa do rei Gojong, foi brutalmente assassinada pelos agentes japoneses na residência. Seu corpo foi queimado e enterrado perto da residência.
Assombrado com as experiências do incidente, o rei deixou o palácio em janeiro de 1896 e nunca mais voltou à residência. Demolida completamente pelo governo japonês em 1909, a residência foi reconstruída com precisão ao seu projeto anterior e aberta ao público em 2007.
- Residência do Governador-Geral (desmontado)

O jardim dos fundos de Gyeongbokgung costumava abrigar a parte principal da residência do governador-geral japonês, que foi construída no início do século XX durante a ocupação japonesa. Com o estabelecimento da República da Coreia em 1948, o presidente Syngman Rhee a usou como seu escritório e residência. Em 1993, após o início da administração civil do presidente Kim Young-sam, a residência do governador-geral japonês no complexo de Cheongwadae foi desmontada para remover um símbolo importante do colonialismo japonês.

## Palácio Changdeokgung
O palácio Changdeokgung foi a segunda vila real construída após a construção do palácio Gyeongbukgung em 1405. Foi o palácio principal de muitos reis da dinastia Choson e é o mais bem preservado dos cinco palácios reais Choson restantes. Os terrenos do palácio são compostos por uma área de palácio público, um edifício residencial da família real e o jardim das traseiras. Conhecido como local de descanso dos reis, o jardim das traseiras apresenta uma árvore gigantesca com mais de 300 anos, um pequeno lago e um pavilhão.

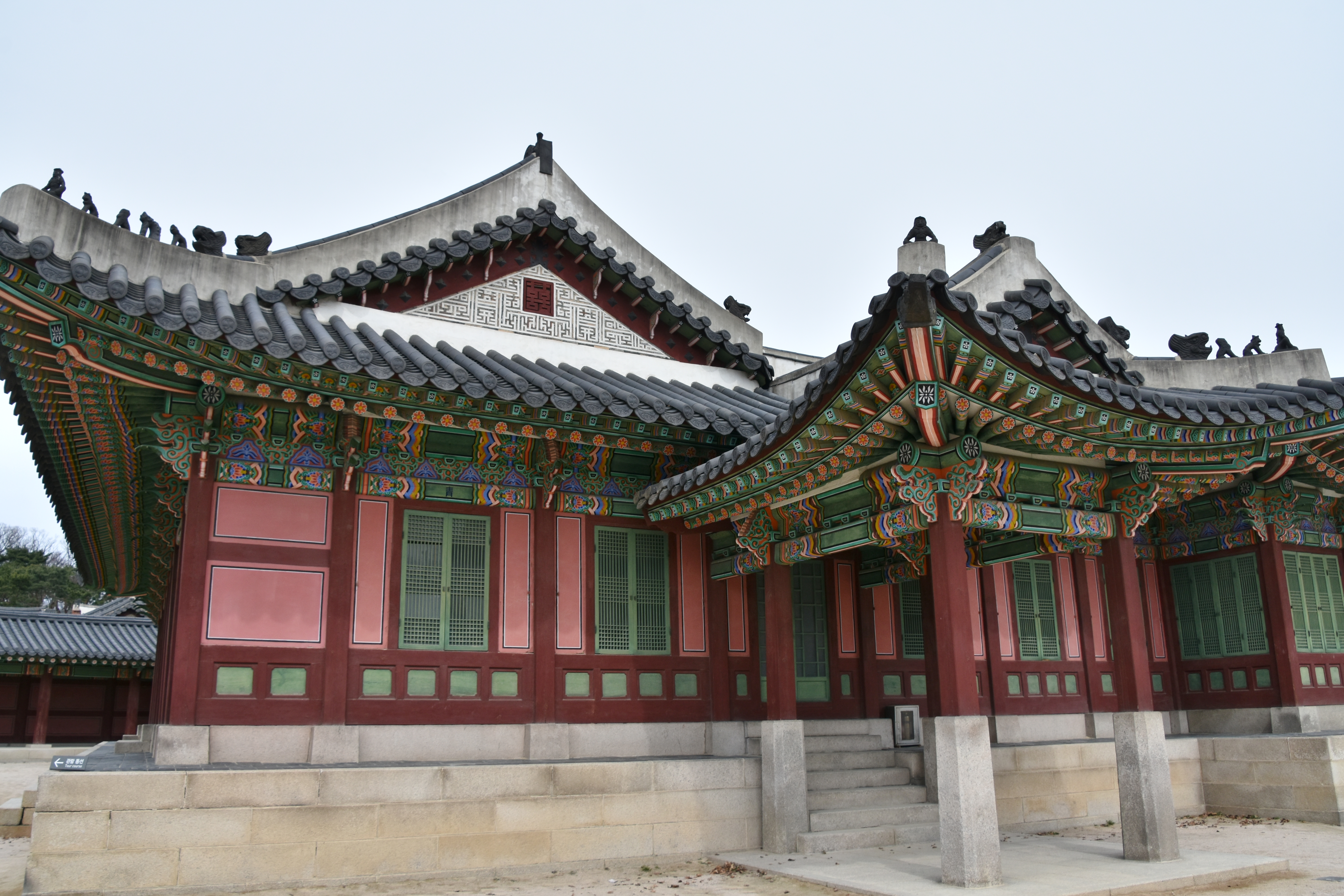
Palácio de Changdeokgung, em Seul, Coreia do Sul.

O palácio ganhou importância a partir da época de Seongjong, o 9º rei de Choson, quando vários reis começaram a usá-lo como residência. Infelizmente, o palácio foi incendiado por cidadãos furiosos em 1592, quando a família real fugiu de sua residência durante a invasão japonesa da Coreia. Graças a Gwanghaegun, o palácio foi restaurado em 1611. Ainda hoje, ele abriga uma série de tesouros culturais, como Injeongjeon Hall, Daejojeon Hall, Seonjeongjeon Hall e Nakseonjae.
O jardim dos fundos do palácio Changdeokgung foi construído durante o reinado do Rei Taejong e serviu como local de descanso para os membros da família real. O jardim era anteriormente chamado de Bukwon e Geumwon, mas foi renomeado Biwon depois que o Rei Kojong assumiu o poder. O jardim foi mantido o mais natural possível e foi tocado por mãos humanas apenas quando absolutamente necessário. Buyongjeong, Buyongji, Juhapnu, Eosumun, Yeonghwadang, Bullomun, Aeryeonjeong e Yeongyeongdang são alguns dos muitos pavilhões e fontes que ocupam o jardim. A época mais bonita para ver o jardim é durante o outono, quando a folhagem de outono está no auge e as folhas começaram a cair.
Embora tenha sido estimado pelos coreanos durante séculos, o Palácio de Changdeokgung foi reconhecido como um local do Patrimônio Cultural Mundial pelo Comitê do Patrimônio Mundial da UNESCO em dezembro de 1997 durante a reunião do comitê em Nápoles, Itália.
O Palácio de Changdeokgung foi um dos lugares visitados pelas primeiras damas da cúpula do G20 em Seul durante a conferência do G20 em Seul em novembro de 2010. É uma das atrações históricas mais significativas que representam a beleza da Coreia.

### História
Changdeokgung foi o segundo palácio depois de Gyeongbokgung, que foi estabelecido em 1395 como um palácio principal. Em meio à disputa pelo trono entre príncipes e vassalos, a autoridade de Gyeongbokgung se deteriorou. O Rei Jeongjong entronizado pelo Príncipe Jeong-an (Yi Bang-won, mais tarde tornou-se Rei Taejong) mudou a capital para Gaegyeong, a da Dinastia Goryeo, novamente em 1400 a pretexto de características geográficas superiores dela, de fato, a fim de evitar a luta pelo poder.
O rei Taejong (Yi Bang-won) logo assumiu o trono e voltou para Hanseong (atual Seul) tinha um novo palácio chamado Changdeokgung em vez de Gyeongbokgung porque ele havia matado seus meio-irmãos em Gyeongbokgung, cuja construção foi liderada por Jeong Do-jeon, o rival do rei antes. A construção do palácio Changdeok começou em 1405 e foi concluída em 1412. O rei Seonjo expandiu os jardins do palácio em cerca de 500.000 metros quadrados, incluindo o Huwon.
O palácio foi totalmente queimado durante a invasão japonesa em 1592 e reconstruído em 1609 pelo rei Seonjo e pelo rei Gwanghaegun. O palácio pegou fogo novamente em 1623 por causa de uma revolta política do rei Injo contra Gwanghaegun. O palácio também foi atacado pelos Manchu Qing, mas ao longo de sua história de reconstrução e reparo permaneceu fiel ao seu projeto original.
Changdeokgung foi o local da corte real e a sede do governo até 1868, quando a vizinha Gyeongbokgung foi reconstruída. O último imperador da Coreia, Sungjong, viveu nele até sua morte em 1926. Outros membros da antiga família real foram autorizados a viver em partes do palácio, como o ex-príncipe herdeiro Yi Un, que vivia nos edifícios Nakseonjae (salão) com sua esposa, a princesa Bangja e sua irmã, a princesa Deokhye até suas respectivas mortes; este arranjo foi periodicamente interrompido por diferentes ordens presidenciais apoiando e objetando ao uso das instalações históricas.
O filho de Yi-Un, Yi-Gu, também viveu no Palácio por vários intervalos antes de se mudar para a residência semi-permanente em Tóquio devido a problemas de saúde mental, não tendo sido capaz de se adaptar totalmente à nova Coreia.
Hoje, existem 13 edifícios restantes no terreno do palácio e 28 pavilhões nos jardins, ocupando 110 acres (45 hectares) ao todo e a área é designada como Sítio Histórico nº 122. Os edifícios dignos de nota incluem Donhwamun (construído em 1412, reconstruído em 1607, com um sino de cobre pesando 9 toneladas curtas ou 8 toneladas métricas), Injeongjeon (salão principal), Seongjeongjeon (escritório auxiliar no salão principal), Huijeongdang (residência privada do rei, posteriormente usada como sala de conferências), Daejojeon (quartos) e Nakseon-jae.

### Estruturas
O palácio foi construído entre o pico Maebong, Bugaksan nas costas e Rio Geumcheon fluindo na frente influenciados pelo princípio "baesanimsu" (배산임수) na teoria do Feng Shui. Ao contrário de Gyeongbokgung, cujos edifícios principais são organizados em princípios arquitetônicos precisos, no entanto, os edifícios em Changdeokgung são dispostos de forma mais livre sem um sistema regular. Embora sua estrutura pareça caótica à primeira vista, todos os edifícios estão em harmonia com o ambiente que os cerca.
Changdeokgung consiste em uma área governamental (치조, 治 朝, chijo) centrada em Injeongjeon e Seonjeongjeon, área privada real (침전, 寢殿, chimjeon, que significa 'uma casa do quarto do rei'), área de Nakseonjae no leste e Huwon além do colinas do norte.
A maioria dos principais edifícios oficiais, como Injeongjeon, salão principal de Changdeokgung, Seonjeongjeon, gabinete do rei e muitos escritórios do governo (궐내 각사, 闕 內 各 司, gwollaegaksa) estão localizados nas partes frontais do palácio, além das quais existem tribunal privado para o rei e a rainha. As casas do rei, como Seonjeongjeon, Huijeongdang e Nakseonjae, são cercadas por muitos prédios e tribunais, para o caso de alguém de fora entrar. Estruturas de interesse particular incluem:
- Portão de Donhwamun - O portão principal do palácio. Construído em 1412, Donhwamun tem uma estrutura de madeira tipo pavilhão de dois andares e é o maior de todos os portões do palácio. Donhwamun foi incendiado durante a invasão japonesa de 1592 e foi restaurado em 1608.
- Ponte Geumcheongyo - a ponte mais antiga ainda existente em Seul. Construído em 1411.
- Injeongjeon Hall (Tesouro Nacional) - O salão do trono de Changdeokgung, era usado para assuntos de estado importantes, incluindo a coroação de um novo rei e recebimento de enviados estrangeiros. Originalmente construído em 1405, foi reconstruído em 1610 após ser incendiado durante a invasão japonesa de 1592, e uma terceira vez em 1804 após ser destruído por um incêndio.
- Seonjeongjeon Hall - Um escritório para governantes. O rei mantinha reuniões diárias com ministros, relatava assuntos de estado e seminários aqui.
- Huijeongdang Hall - Originalmente a câmara da cama do rei, tornou-se seu local de trabalho depois que Seonjeongjeon foi considerado pequeno demais para conduzir assuntos de Estado de rotina. O Huijeongdang original foi destruído por um incêndio em 1917. A estrutura reconstruída é completamente diferente da original devido às recentes influências ocidentais. Tábuas e tapetes de madeira, janelas de vidro e lustres podem ser vistos dentro do edifício.
- Daejojeon Hall - Residência oficial da rainha. Destruída por um incêndio em 1917, foi reconstruída com materiais retirados de Gyeongbokgung. Daejojeon foi usada como residência para a última imperatriz de Joseon, o que nos permite um vislumbre dos últimos anos da casa real da Dinastia Choson.
- Naeuiwon - Também chamada de Yakbang (farmácia), era usada como uma enfermaria, onde os médicos cuidavam da do rei e sua família. Cada médico tinha sua própria função - de cirurgiões até obstetras - e ficavam sempre de serviço, em turnos diários e noturnos.
- Pavilhão Yeonghwadang - Originalmente onde o rei apreciava poesia e flores, depois foi transformado no local onde os oficiais do governo aplicavam a prova Jeonsi, que decidia quais aristocratas (Yangban) poderiam se tornar oficiais do governo.
- Pavilhão Buyongjeong - Onde se realizava uma comemoração após o término dos estudos daqueles que passavam na Jeonsi, prova aplicada no Yeonghwadang.
- Juhapnu - Uma biblioteca de dois andares. O primeiro andar era onde os milhares de livros ficavam armazenados, enquanto o segundo andar reservado para a leitura. Era o local onde os futuros oficiais do governo liam e estudavam.
- Pavilhão Juhapnu (Kyujanggak) - Bibliotecas reais ficavam nesta área. Os exames de estado eram realizados em frente ao pavilhão em ocasiões especiais na presença do rei.
- Residência Yeon-gyeongdang - Construída em 1827, era uma sala de audiências inspirada em uma típica casa de letrados.
- Seonhyangjae - Utilizada como biblioteca e escola da família real.
- Novo Seonwonjeon - Um local onde retratos de antigos reis eram consagrados; no aniversário de cada rei era realizado um ritual neste local. No Seonwonjeon do Palácio Changdeokgung, há muitas divisões, e cada uma continha um retrato de cada rei. Durante a Guerra da Coreia, os retratos guardados aqui foram deslocados para Busan, mas acabaram sendo queimados. Este é o último Seonwonjeon existente da dinastia Choson.

### Huwon
Atrás do palácio fica o Huwon (후원, 後 苑, jardim traseiro) de 78 acres (32 ha), que foi originalmente construído para o uso da família real e das mulheres do palácio. O jardim incorpora um lago de lótus, pavilhões e gramados paisagísticos, árvores e flores. Existem mais de 26.000 espécimes de cem espécies diferentes de árvores no jardim e algumas das árvores atrás do palácio têm mais de 300 anos. 

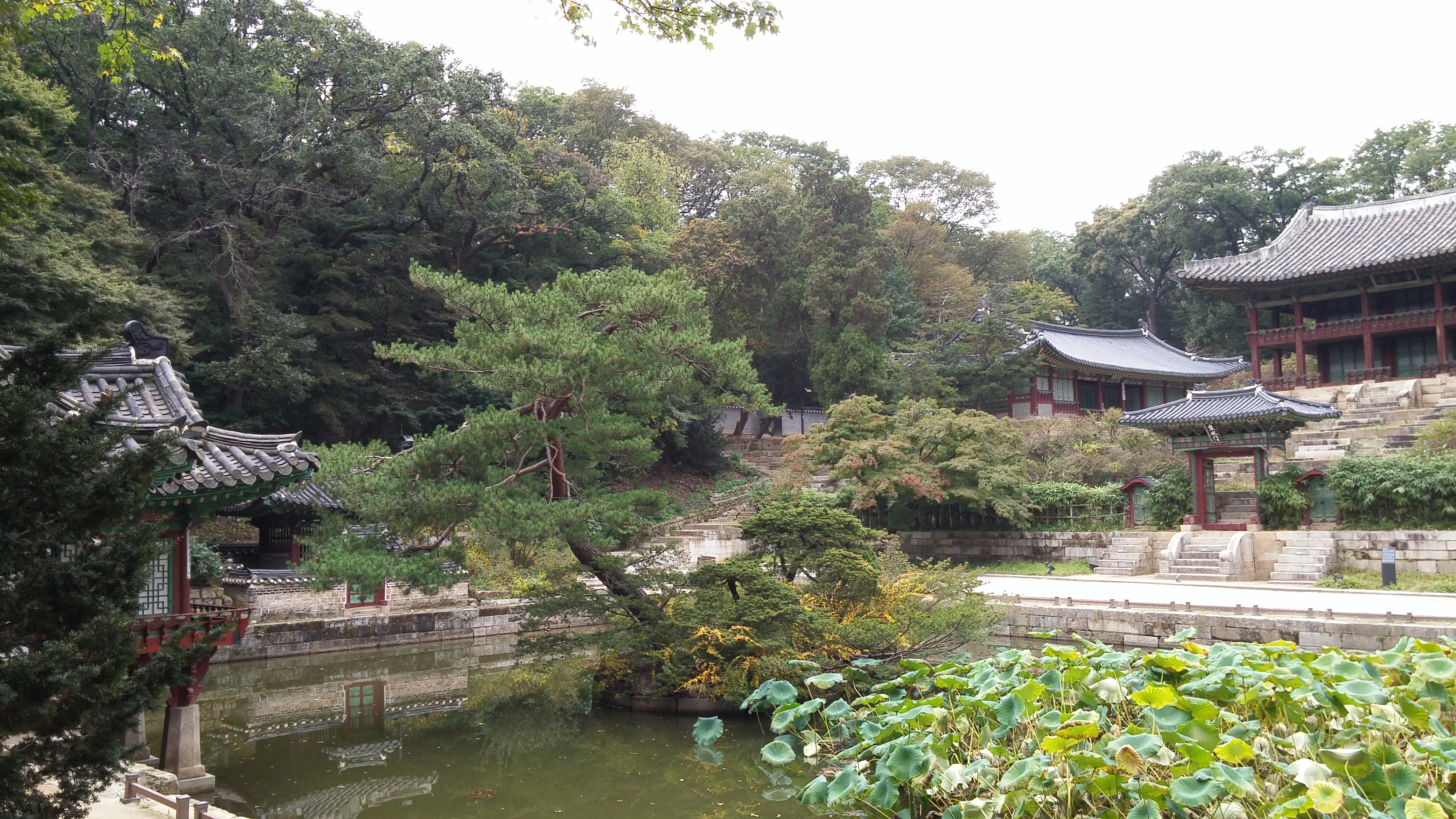
Huwon, no Palácio de Changdeokgung, em Seul, Coreia do Sul.

O jardim para uso privado do rei era chamado de 'Geumwon' (금원, 禁 苑, jardim proibido) porque nem mesmo altos funcionários tinham permissão para entrar sem a permissão do rei. Também era chamado de 'Naewon' (내원, 內 苑, 'Jardim interno'). Hoje, os coreanos costumam chamá-lo de 'Biwon' (비원, 秘 院, Jardim secreto) que derivou do escritório de mesmo nome no final do século XIX. Embora o jardim tivesse muitos outros nomes, o mais frequentemente usado durante o período da dinastia Joseon foi 'Huwon'.
Em setembro de 2012, o pavilhão Buyongjeong no jardim foi reaberto após um projeto de restauração de um ano. O pavilhão foi restaurado com base no Donggwoldo de 1820, Tesouro Nacional da Coreia Nº 249.[carece de fontes?]
Uma variedade de cerimônias hospedadas pelo rei foram realizadas no Huwon. No início da dinastia Joseon, as inspeções militares das quais o rei participava eram frequentemente realizadas aqui. O rei Sejo fez as tropas desfilarem e posicionarem- se diante dele ou comandou-as sozinho no jardim. Além disso, festas eram oferecidas, torneios de arco e flecha realizados e fogos de artifício em Huwon.
A área Ongnyucheon (옥류천, 玉 流川, "Riacho de Jade") é de particular interesse. Ele contém um canal de água em forma de U esculpido em 1636 para taças de vinho flutuantes, com uma pequena cachoeira e um poema inscrito na pedra acima dela. A área também contém cinco pequenos pavilhões.

### Patrimônio Mundial
Changdeokgung foi adicionado à Lista do Patrimônio Mundial da UNESCO em 1997. O comitê da UNESCO afirmou que o lugar era um "exemplo notável de arquitetura de palácio e design de jardins do Extremo Oriente" sendo excepcional porque os edifícios são "integrados e harmonizados com o ambiente natural" e adaptados "para a topografia e manutenção da cobertura de árvores indígenas", e que o palácio foi "uma grande influência no desenvolvimento da arquitetura coreana, design de jardins e paisagismo, assim como outras artes relacionadas, por muitos séculos".
Partes do palácio foram usadas para filmar o drama coreano muito popular Dae Jang Geum na primeira década do século XXI.

## Palácio Changgyeonggung

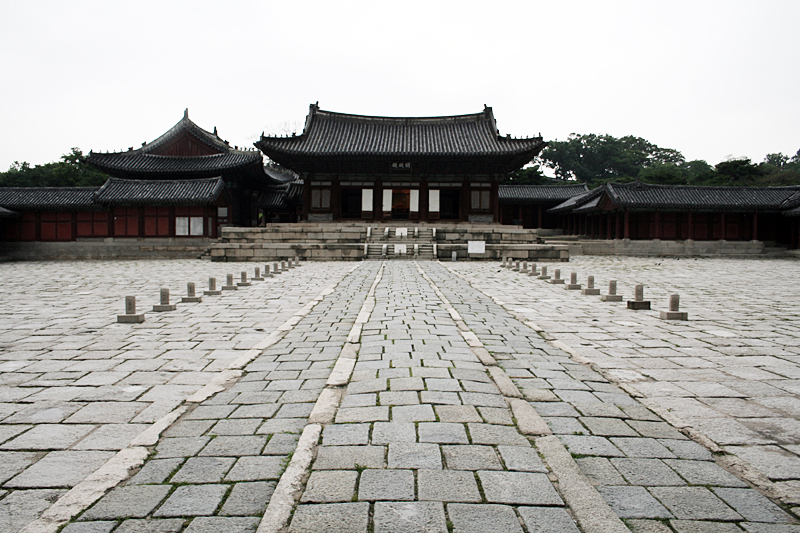
Palácio de Changgyeonggung, em Seul, Coreia do Sul.

Localizado no centro de Seul, o Palácio Changgyeonggung foi originalmente construído como Palácio Suganggung pelo 4º governante da dinastia Choson, o Rei Sejong (1418-1450), para seu pai aposentado, o Rei Taejong. Muitas vezes servia como alojamentos residenciais para rainhas e concubinas. Durante o reinado do Rei Seongjong (1469-1494), o palácio foi reformado e renomeado para Palácio Changgyeonggung. Mais tarde, tornou-se um parque com um zoológico e um jardim botânico durante o domínio colonial japonês. Os jardins do palácio permaneceram assim até 1983, quando a restauração de sua antiga graça foi concluída.
Após a entrada principal do Palácio de Changgyeonggung, o Portão de Honghwa, você encontrará a Ponte Okcheongyo. Todos os palácios da dinastia Choson têm lagoas com uma ponte em arco sobre eles, assim como a ponte Okcheongyo. Cruze a ponte Okcheongyo, passe o Portão de Myeongjeongmun e você encontrará Myeonjeongjeon. Este é o cargo do rei, e Myeongjeongjeon é o mais antigo dos palácios da dinastia Choson. As casas estão voltadas para o sul, mas Myeongjeongjeon está voltada para o leste. Como o santuário ancestral da família real está localizado ao sul, o portão não pode ser voltado para o sul, conforme exigido pelo costume confucionista. Existem pedras com o status dos funcionários esculpidas no pátio. Atrás de Myeongjeongjeon no lado esquerdo superior está Sungmundang. Este edifício utiliza a inclinação da montanha. Se você olhar para Myeongjeongjeon e Munjeongjeon, a combinação dos telhados altos e baixos oferece uma bela vista.
Tongmyeongjeon foi construído para a rainha. É o maior edifício do Palácio de Changgyeonggung, e você pode reconhecer os detalhes delicados de sua estrutura em várias partes do edifício. Suba as pedras passando por Tongmyeongjeon e lá você encontrará Jagyeongjeon. Na direção sudeste do Jagyeongjeon estão os Punggidae. O Punggidae é um instrumento de medição. É uma vara comprida com um pano pendurado na ponta usado para verificar a velocidade e direção do vento. Se você seguir para o norte, encontrará um grande lago chamado Chundangji. Metade do lago era originalmente um arrozal do qual o rei cuidava. Mas durante a ocupação japonesa, o campo de arroz foi transformado em um lago com pequenos navios flutuando nele. O jardim botânico construído acima do lago ainda permanece até hoje.

### Composição e Edifícios
Hoje seus principais pontos de interesse são:

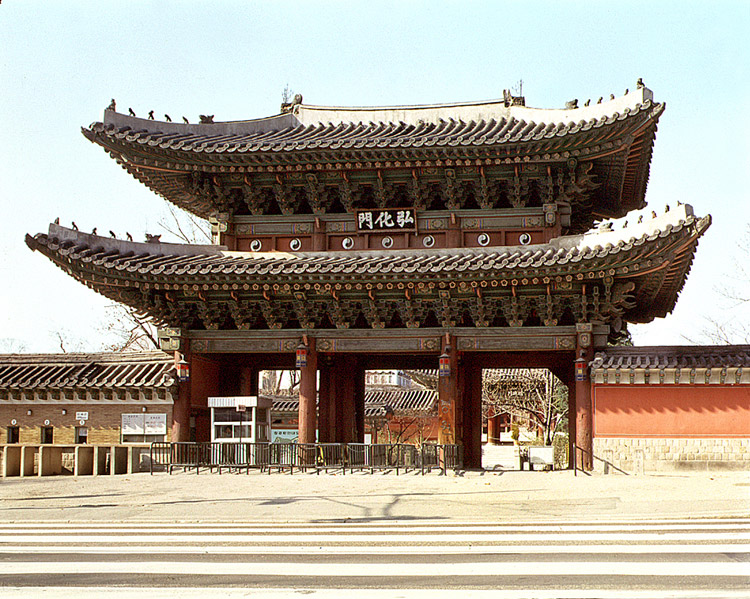
Honghwamun, no Palácio de Changgyonggung, em Seul, Coreia do Sul.

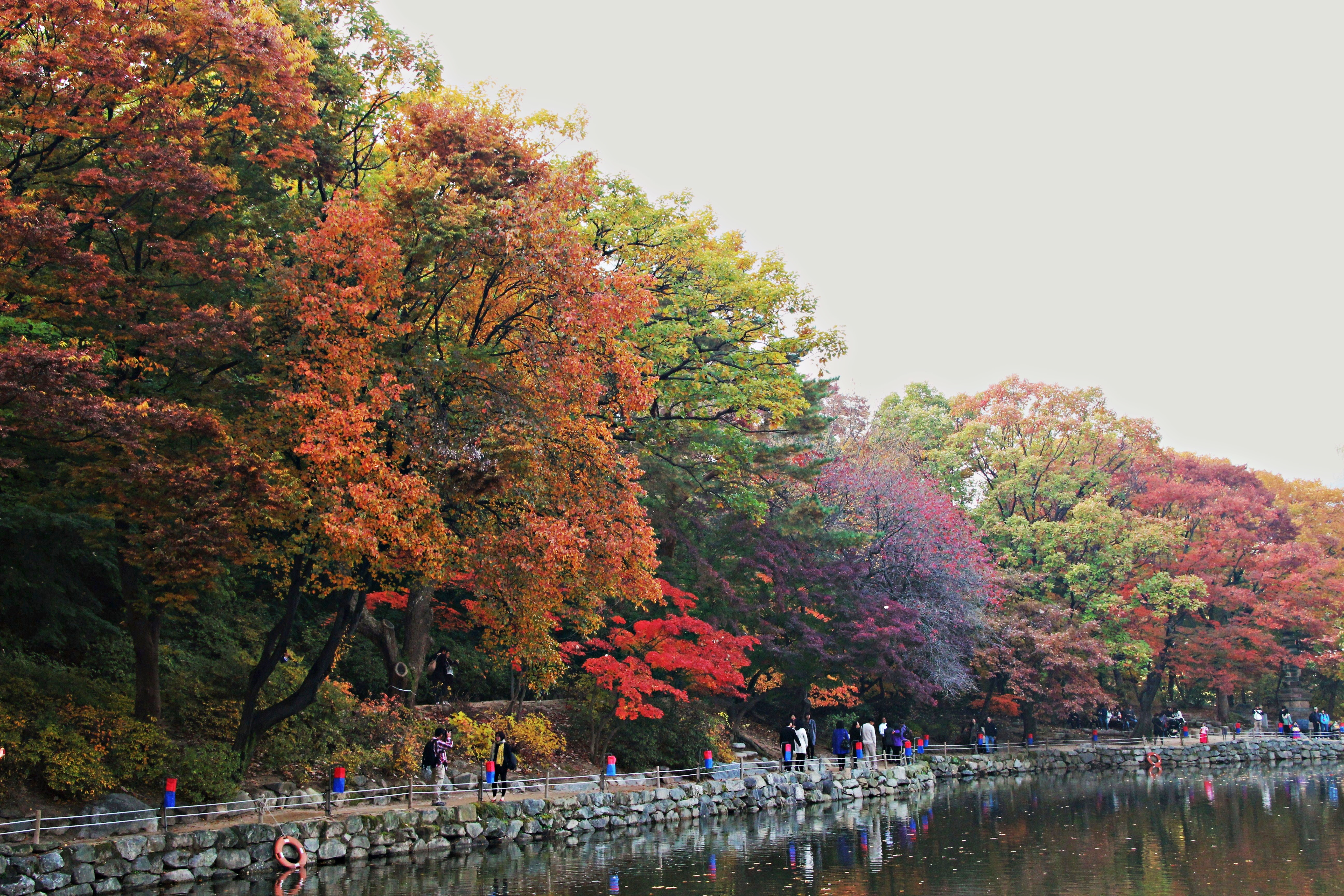
Lagoa de Chungdangji, no Palácio de Changgyeonggung, em Seul, Coreia do Sul.

- Honghwamun (portão principal):Honghwamun, no Palácio de Changgyonggung, em Seul, Coreia do Sul.O portão principal do palácio está voltado para o leste, como a parte central do palácio. Construído pela primeira vez em 1484, queimou durante a invasão japonesa de 1592 e foi reconstruído em 1616. Um pavilhão de bolas (sipjagak) foi construído em cada lado deste portão de madeira de duas camadas. Conforme você passa pelo portão, a Ponte Okcheongyo aparece. Entre os arcos sob o parapeito da ponte estão goblins esculpidos (dokkaebi) que têm como objetivo afastar os maus espíritos. A ponte Okcheongyo foi construída há aproximadamente 500 anos e serve como uma entrada simbólica para o pátio. Honghwamun foi designado Tesouro Nacional 384.
- Okcheongyo (ponte)  A ponte foi construída em 1483. Tem 9,9 metros de comprimento por 6,6 metros de largura e é sustentada por arcos duplos. Entre os arcos sob o parapeito da ponte estão goblins esculpidos (dokkaebi) que têm como objetivo afastar os maus espíritos. A ponte Okcheongjo serve como uma entrada simbólica para o pátio. A ponte Okcheongyo foi designada como Tesouro Nacional 386.
- Myeongjeongjeon (salão principal)  Myeongjeongjeon é o salão principal do palácio, onde eram realizados assuntos de estado, como reuniões com funcionários e banquetes reais. Construído pela primeira vez em 1484, foi queimado durante a invasão japonesa de 1592. Reconstruído em 1616, é o salão principal mais antigo de todos os palácios de Seul. É menor do que os salões principais de dois andares de Gyeongbokgung e Changdeokgung porque foi originalmente construído como aposentos, especialmente para rainhas viúvas, ao invés de um salão do trono. Embora seja uma estrutura simples de um andar, Myeongjeongjeon foi construída em um pátio de pedra elevado que o imbui com a dignidade de um salão principal. Atravessando o pátio em frente, há uma passarela de três níveis cujo caminho central era para uso do rei apenas. Cercando toda a área, há uma estrutura semelhante a uma parede de unidades de um cômodo que eram usadas pelos guardas reais ou para funerais reais. Myeongjeongjeon é designado Tesouro Nacional 226.
- Munjeongjeon (sala do conselho)  Munjeongjeon é uma sala do conselho onde o rei lidava com assuntos de estado rotineiros. Ao contrário do salão do trono, que está voltado para o leste, este edifício está voltado para o sul. Esse layout de palácio com uma estrutura secundária voltada para uma direção diferente da sala do trono é altamente incomum na Coreia. Munjeongjeon também era usado para consagrar tabuinhas reais após funerais. Foi desmontado durante a ocupação japonesa. O Munjeongjeon, tal como está hoje, foi restaurado em 1986 junto com o Portão de Munjeongjeon e a parte leste do corredor coberto. De acordo com a "Pintura do Palácio Oriental" do século XIX, Munjeongjeon foi separado de Sungmundang e Myeongjeongjeon por uma parede, e tinha um pequeno anexo; o pátio era cercado por um corredor parecido com uma parede. Esta parte ainda não foi restaurada.

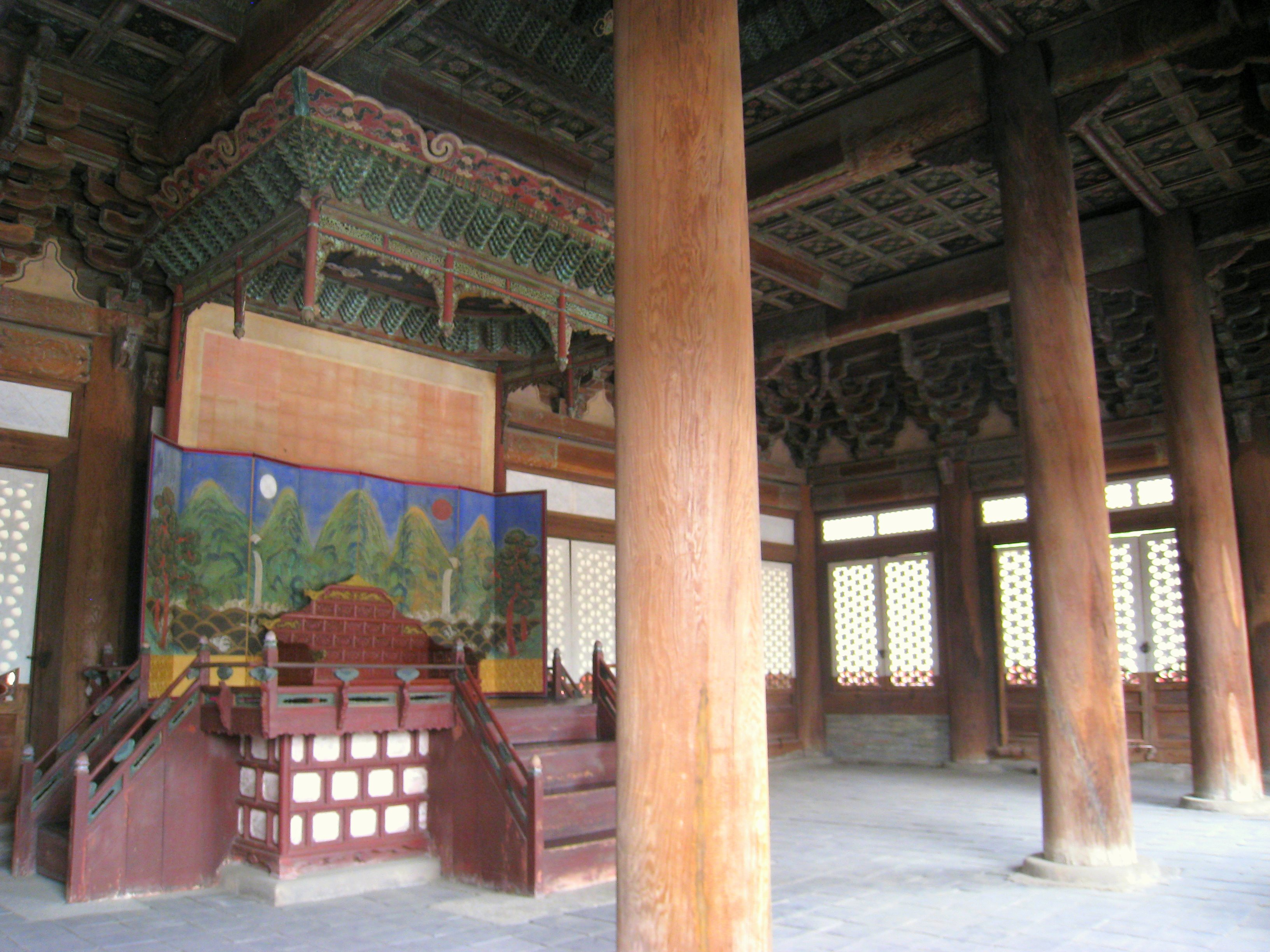
Interior do edifício Sungmungang, no Palácio de Changgyeonggung, em Seul, Coreia do Sul.

- Sungmundang (salão)Interior do edifício Sungmungang, no Palácio de Changgyeonggung, em Seul, Coreia do Sul.No Sungmundang Hall, o rei deu banquetes para discutir assuntos de estado e literatura clássica. Acredita-se que tenha sido construída sob o rei Gwanghaegun quando Changgyeonggung foi reconstruída pela primeira vez. Queimado em 1830, foi reconstruído no outono do mesmo ano. Sua fundação foi projetada para fazer o salão parecer elevado em terreno inclinado; as pedras básicas das colunas frontais eram altas, enquanto as traseiras eram baixas. O nome do edifício "Sungmundang", escrito pelo Rei Yeongjo, ainda está pendurado na entrada.
- Haminjeong (pavilhão)  Construído pela primeira vez em 1633 no antigo local do Inyangjeon Hall, Haminjeong foi destruído por um incêndio em 1830 e reconstruído em 1833. O rei usou este pavilhão para receber funcionários e realizar banquetes. Haminjeong hoje está aberto em todos os quatro lados, mas como descrito na "Pintura do Palácio Oriental", tinha paredes em três lados.
- Gyeongchunjeon (salão)  Construído em 1483, destruído em 1592, reconstruído em 1616, incendiado em 1830 e reconstruído novamente em 1834. O Rei Jeongjo e o Rei Heonjong nasceram aqui.
- Hwangyeongjeon (salão)Lagoa de Chungdangji, no Palácio de Changgyeonggung, em Seul, Coreia do Sul.Construído pela primeira vez em 1484 durante o reinado do Rei Seongjong, destruído em 1592, reconstruído em 1616, incendiado em 1830 e novamente reconstruído em 1834.
- Tongmyeongjeon (salão)  Construído pela primeira vez em 1484, reconstruído mais recentemente em 1834; edifício principal na área de Yeonjo, onde os reis e suas famílias viviam.
- Chundangji (duas lagoas)  Construída em 1909, com ilha de 366 metros quadrados e ponte acrescentada em 1984. A lagoa menor tem 1.107 metros quadrados e a maior tem 6.483 metros quadrados.

## Palácio Deoksugung

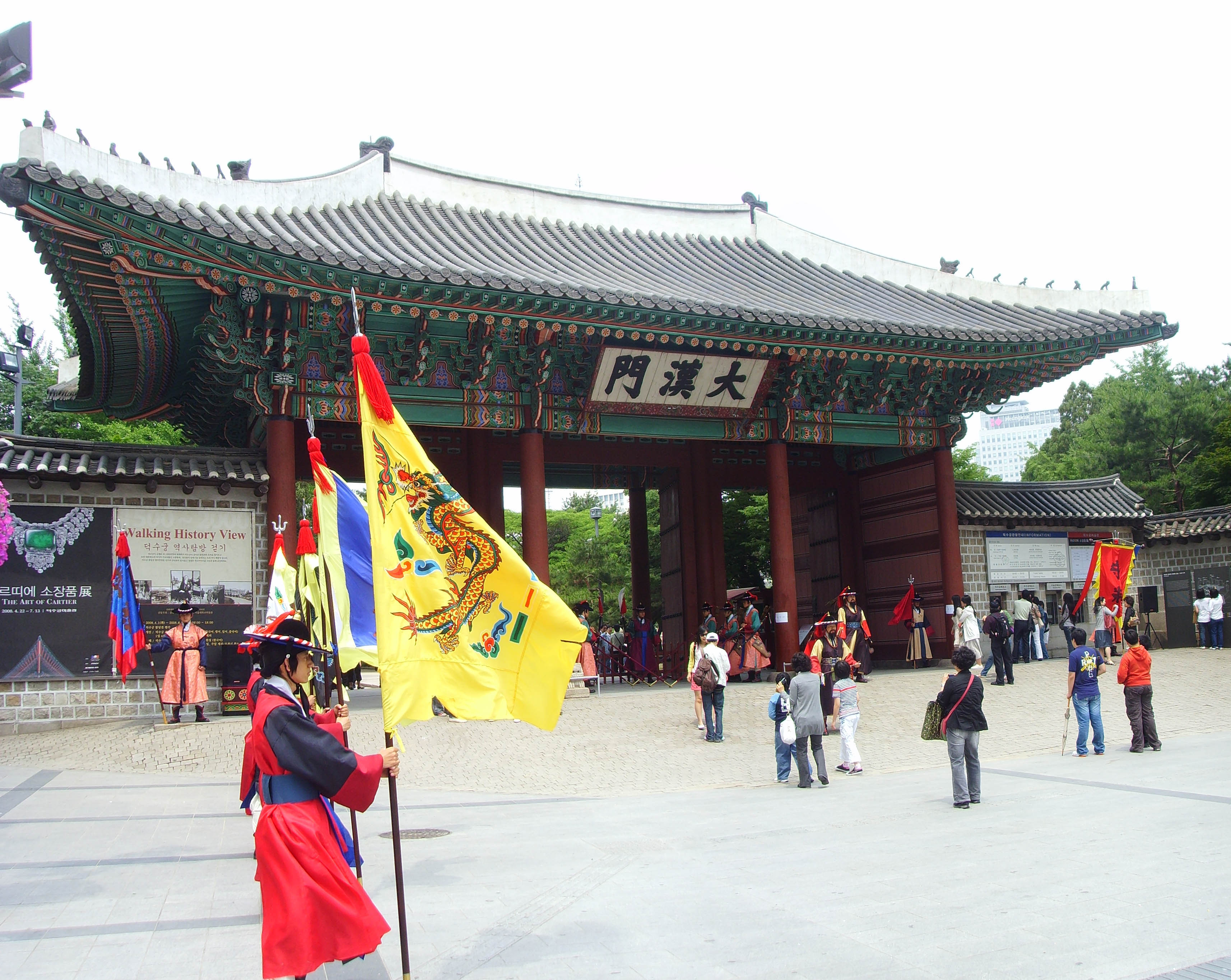
Palácio de Deoksugung, em Seul, Coreia do Sul.

O palácio Deoksugung é um dos palácios reais que restaram em Seul. Principalmente construído durante o século XX, Deoksugung é o menor dos palácios da capital. O nome Deoksugung significa “palácio de virtude e longevidade” com a essência de desejar vida longa para o imperador Gojong.
Localizado na esquina do cruzamento mais movimentado do centro de Seul, o palácio Deoksugung é famoso por sua elegante estrada com paredes de pedra. É também o único palácio situado ao lado de uma série de edifícios de estilo ocidental que contribuem para a singularidade da paisagem circundante. O palácio é virtualmente dois palácios em um - um complexo tradicional coreano abençoado com diversos exemplos de arquitetura palacial do final da era Choson, e um complexo de palácios de estilo ocidental com duas impressionantes estruturas neoclássicas e o primeiro jardim de estilo ocidental da Coreia.

### Visão Geral
O Palácio Deoksugung pertencia originalmente ao Grande Príncipe Wolsan (1454-1488), o irmão mais velho do Rei Seongjong (1469-1494) da dinastia Choson. Tornou-se um palácio adequado quando Gwanghaegun (1575-1641) subiu ao trono e deu a esta residência real o nome de Palácio Gyeongungung em 1611. Nas décadas seguintes, o palácio alternou entre ser um palácio oficial e uma residência temporária. O nome não mudou oficialmente para Palácio Deoksugung, que significa o "palácio da longevidade virtuosa", até 1907. Enquanto o palácio ocupava uma vasta área com muitos edifícios, o atual terreno do palácio é apenas uma pequena sombra do esplendor anterior, com muito poucas estruturas remanescentes.

### História
Deoksugung é um dos cinco palácios da última dinastia coreana, a dinastia Choson, que durou mais de 500 anos de 1392 a 1910. A dinastia teve dois momentos críticos: um no final do século XVI e o outro no final do século XIX. Ambos estavam relacionados a esse palácio e à invasão japonesa coincidentemente.
Em 1592, o exército japonês desceu em Busan e marchou até a capital, Seul. Previamente à sua chegada, o rei Seonjo fugiu para Uiju, onde ficou por um ano e meio. Quando voltou a Seul, não tendo onde ficar já que todos os palácios haviam sido queimados durante a guerra de Imjin, o rei usou Deoksugung, que originalmente foi a residência do Príncipe Wolsan, o irmão mais velho do Rei Seongjong, como um palácio temporário.
O rei Seonjo foi o primeiro rei Choson a residir no palácio. Sucedendo Seonjo, o rei Gwanghaegun foi coroado neste palácio em 1608 e o rebatizou como Gyeongun-gung (coreano: 경운궁: Hanja: 慶 運 宮) em 1611. Depois que o palácio oficial foi movido para a reconstruída Changdeokgung em 1618, foi usado como palácio auxiliar por 270 anos e foi renomeado Seogung (Palácio oeste).
Em 1897, após o incidente quando o imperador Gojong se refugiou na legação russa, ele retornou a este lugar e chamou-o de Gyeongungung novamente. A expansão das instalações seguiu após seu retorno. Depois que o Imperador Gojong abdicou do trono para o Imperador Sunjong, ele continuou a viver neste palácio. O palácio foi então rebatizado de Deoksugung, como uma referência ao desejo de longevidade do Imperador Gojong. O imperador Gojong morreu em Hamnyeongjeon em 1919, uma das causas do movimento de independência de 1 de março.
Sob o comando colonial do Japão, o palácio foi convertido em um parque público. A escala do palácio Deoksugung diminuiu para um terço do seu tamanho original e o número de instalações foi reduzido para apenas um décimo.

### Estrutura
- Daehanmun

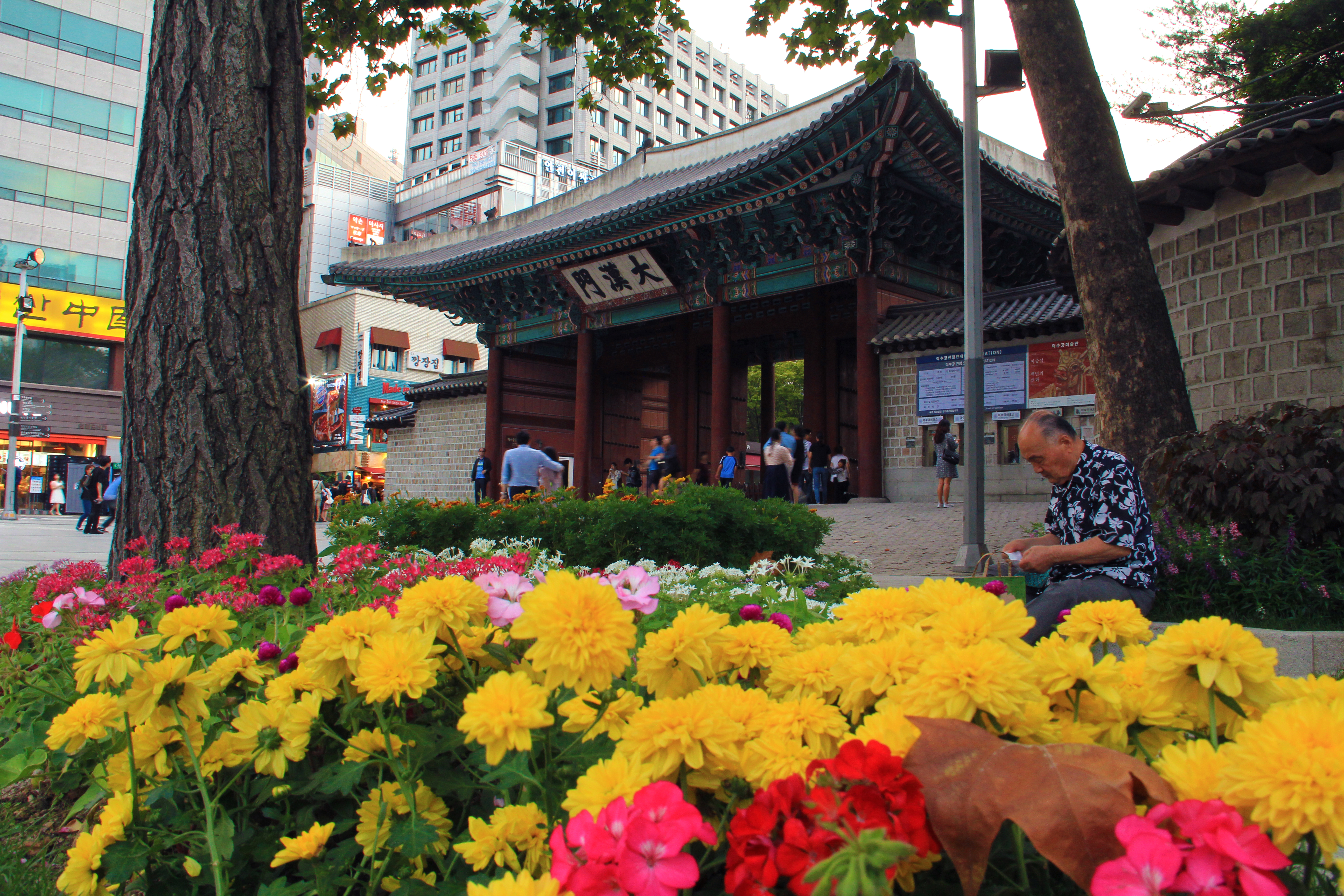
Portão de Daehanmun, no Palácio de Deoksugung, em Seul, Coreia do Sul.

O portão Daehanmun, originalmente chamado de Daeanmun até ser reconstruído em 1906, é atualmente o portão principal do palácio e costumava ser localizado mais à frente, mas conforme a rodovia se expandiu, foi recuado para sua atual posição. Apesar de ficar a leste, já que os portões principais dos palácios reais geralmente ficavam ao sul, Daehanmun se tornou o portão principal do palácio em 1970 graças à expansão da rodovia Taepyeong-no, substituindo o portão Inhwamun nesse papel.
- Geumcheongyo

Ao entrar no Palácio Deoksugung pelo Portão de Daehanmun, os visitantes cruzarão a ampla ponte do córrego Geumcheon. A carruagem do rei passaria por esta ponte durante os tempos antigos. A ponte foi construída em 1411 e é a mais antiga que ainda resta em Seul. Ela foi escavada e restaurada em 1986. Aqueles que entram pelo portão principal cruzam o córrego, uma visão comum em outros palácios em Seul. Cruzar o córrego simboliza se purificar antes de entrar.
- Junghwamun

O portão Junghwamun é o portão interior do palácio e portão do hall principal Junghwajeon. Como uma característica básica de arquitetura, cada edifício tem sua própria entrada e as pessoas somente poderiam acessá-lo por esse portão, mas atualmente é possível entrar por qualquer direção, já que o corredor que cerca o pátio foi destruído, sobrando apenas o lado direito.
O pátio logo após o portão era o local das cerimônias estatais. Rochas indicam e marcam onde os oficiais ficavam baseados em sua posição. Oficiais de alto cargo eram os que ficavam mais perto do rei.
- Junghwajeon Hall

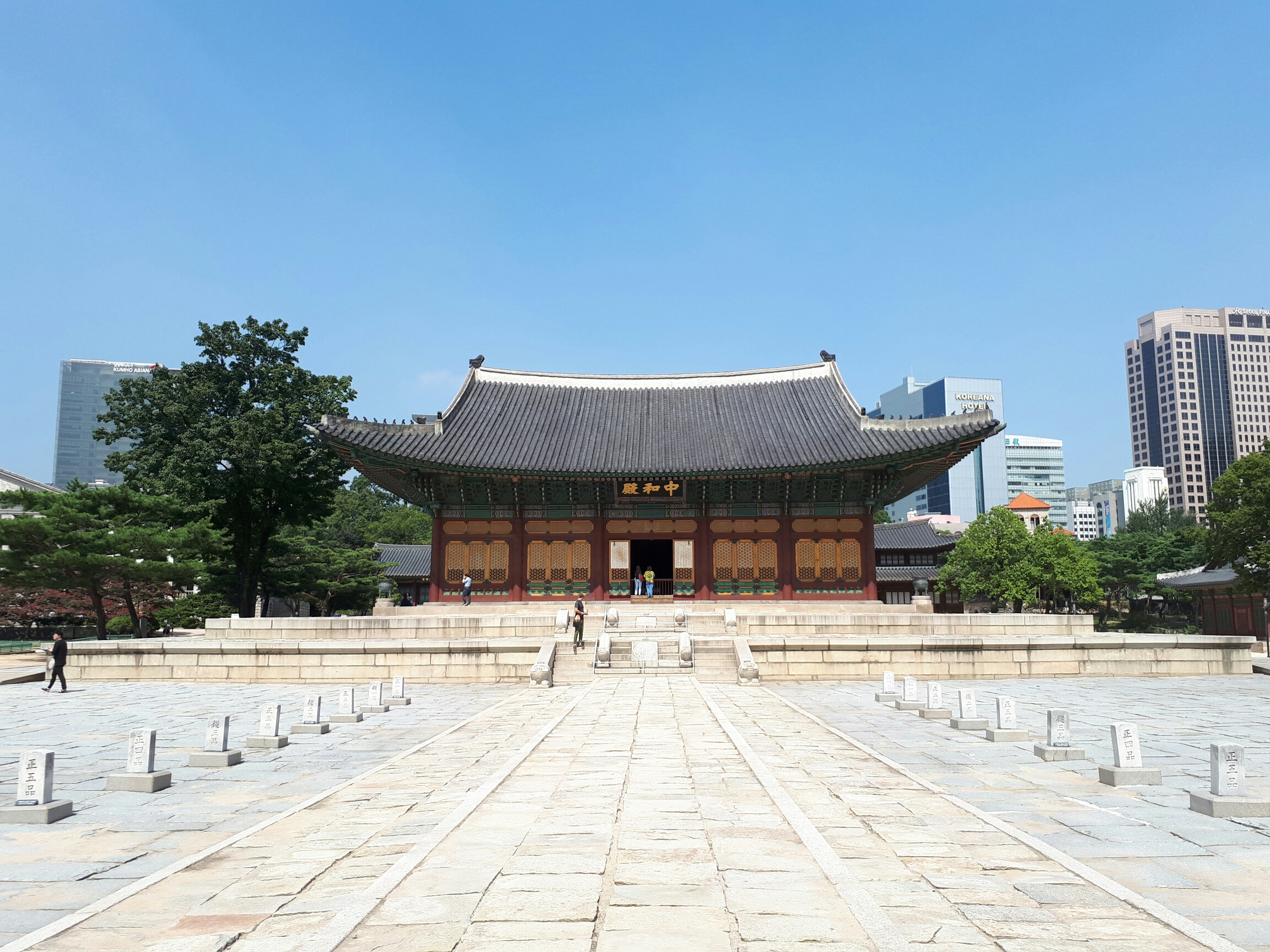
Junghwajeon Hall, no Palácio de Deoksugung, em Seul, Coreia do Sul.

O edifício jurídico Junghwajeon Hall é o edifício principal do palácio Deoksugung. Era nele onde eram conduzidas questões do Estado, realizadas reuniões oficiais e recebidos representantes estrangeiros. Junghwajeon Hall foi o centro da política durante o Império Coreano e serviu de pano de fundo para discussões críticas sobre assuntos nacionais entre os líderes do país.
Diz-se que a complexidade do interior do salão reflete a confiança do Rei Gojong em sua capacidade de liderar efetivamente o país no século XX. Uma das partes mais marcantes do edifício é o par de dragões que decora a cobertura acima do trono do rei. Esses dragões também podem ser vistos no teto do Junghwajeon Hall e eram desenhos representativos do Palácio Deoksugung, o palácio imperial da época. Os dragões simbolizam total autoridade do imperador.
No interior, há também uma pintura chamada Irwoloakdo que representa o sol, a lua e cinco montanhas. Essa pintura simboliza o desejo dos coreanos de que o imperador prospere sempre e fica em um biombo atrás do trono.
Embora Junghwajeon Hall tenha sido originalmente construído em 1902 como um edifício com vários telhados, foi redesenhado como um edifício de telhado único em 1906, depois que pegou fogo dois anos antes. O haenggak do lado de fora, uma pequena estrutura coberta que servia para armazenamento ou abrigo para os trabalhadores do palácio, também foi reconstruído. Apenas parte do haenggak permanece hoje.
O terraço de pedra de dois níveis localizado na parte externa do edifício é conhecido como woldae. Essa característica é comum na arquitetura das residências reais tradicionais e também pode ser vista no santuário Jongmyo.
- Hamnyeongjeon Hall

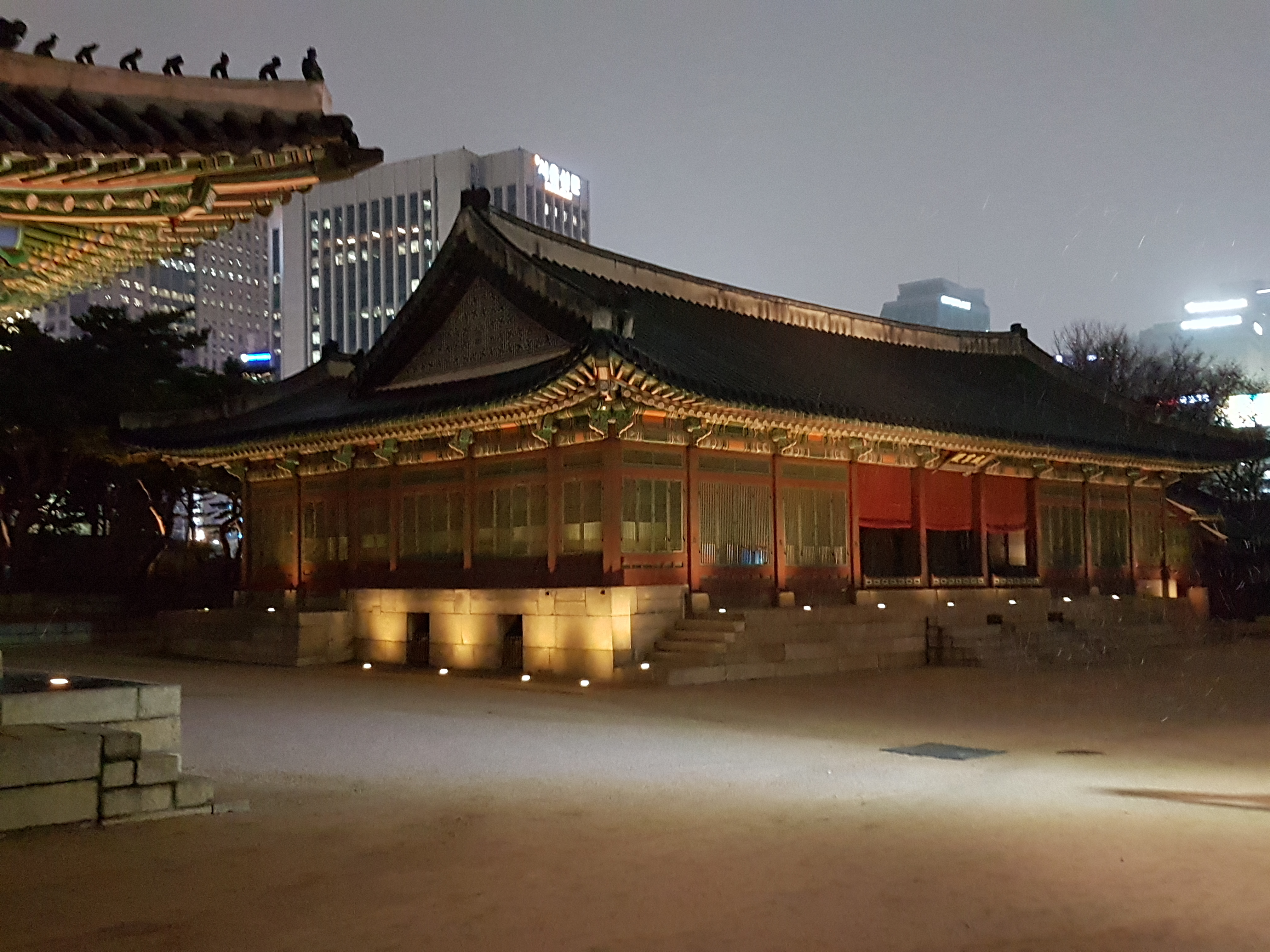
Hamnyeongjeong Hall, no Palácio de Deoksugung, em Seul, Coreia do Sul.

O edifício Hamnyeongjeon era a alcova de dormir do imperador Gojong. A ala leste era para o imperador, enquanto a ala oeste para a imperatriz. Cada um dos quartos era rodeado por quartos menores onde as damas da corte protegiam o imperador durante a noite.
Hamnyeongjeon Hall é historicamente importante pois é o local onde o incêndio começou em 1904, sendo também onde o imperador Gojong faleceu. Naquela época, o Japão tentava consistentemente ocupar o Grande Império Han e considerava Gojong como um obstáculo para atingir seu alvo, assim tentando se livrar dele. Dessa forma, suspeita-se fortemente que o incêndio foi resultado de um ato de fogo posto pelos japoneses e que Gojong foi assassinado com veneno.
- Jeukjodang Hall

Jeukjodang significa literalmente “casa onde os reis ascendiam ao trono”. Historicamente, dois reis ascenderam ao trono aqui, Gwanghaegun e Injo, que deram nome ao edifício. Porém, era geralmente usado pelo imperador Gojong como um escritório comum. Gojong apreciava grandiosamente esse edifício, por ter sido usado pelo rei Seonjo, por isso, quando foi reconstruído, o imperador escreveu uma placa de identificação comemorativa pessoalmente em 1905, depois que ele se tornou rei. O edifício é ligado ao próximo, Junmyeongdang Hall, por um corredor.
- Junmyeongdang Hall

O edifício Junmyeongdang era onde o imperador Gojong recebia convidados de honra e enviados internacionais. Junmyeongdang também foi usado como Jardim de Infância do Palácio Deoksu, estabelecido em 1917 pelo imperador Gwangmu para sua filha, princesa Deokhye, e meninas de famílias nobres também frequentavam-na no palácio.
Após a morte de Gojong em 1919, retratos dele e de Sunjong foram consagrados no hall.
- Seogeodang Hall

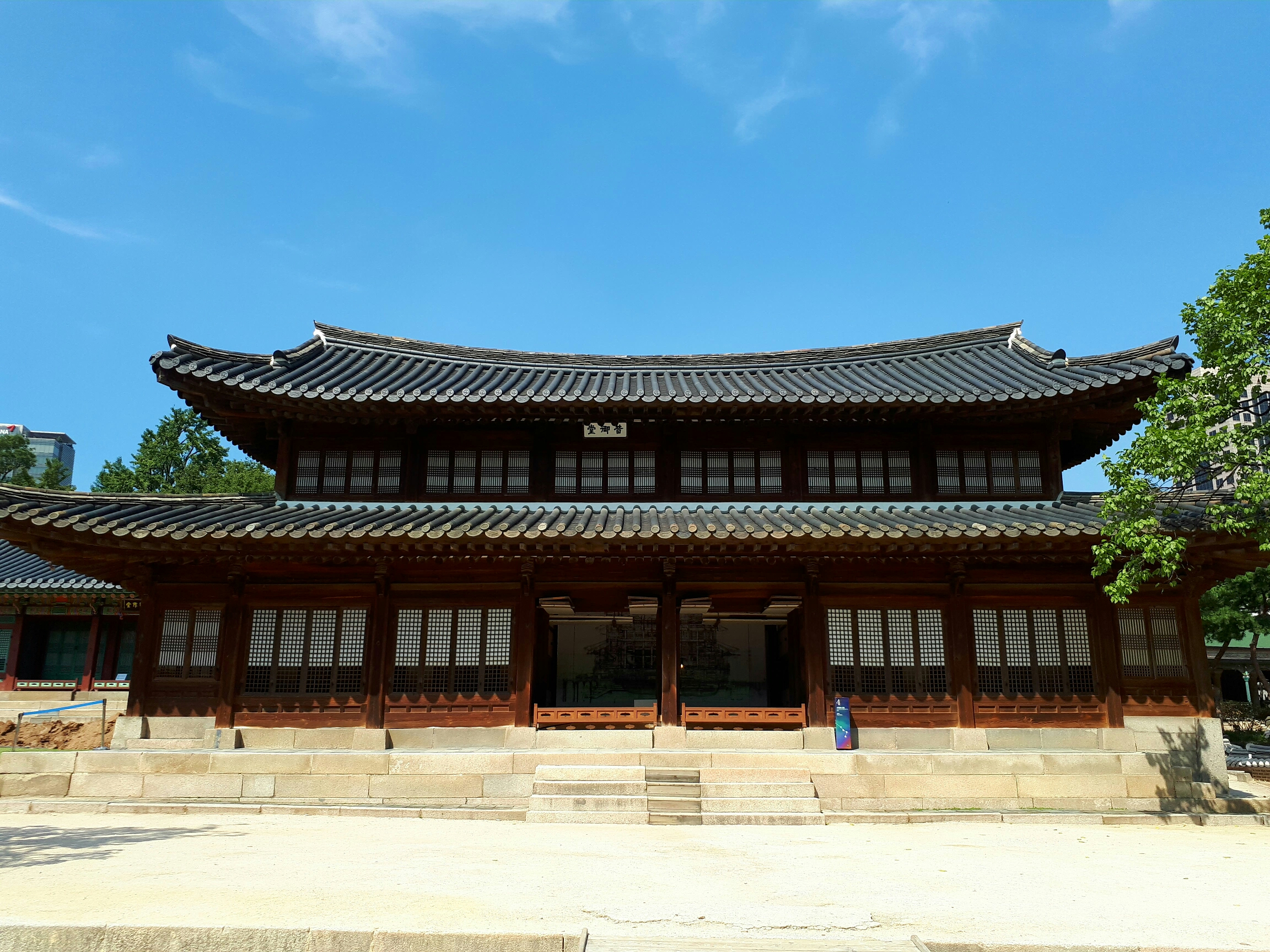
Seogeodang Hall, no Palácio de Deoksugung, em Seul, Coreia do Sul.

O edifício Seogeodang é uma casa de madeira comum de dois andares onde o rei Seonjo viveu e morreu. O design é comum sem decorações ou pinturas, por isso lembra outras residências privadas tpipicas durante a dinastia Choson. O hall apresenta um telhado de dois níveis, o único no palácio Deoksugung.
Durante a invasão japonesa no final do século XVI, a rainha Inmok, esposa de Seonjo, foi confinada aqui por dez anos. Essa ação foi feita pela facção opositora a Gwanghaegun como um pretexto para seu destronamento.
- Deokhongjeon Hall

O edifício Deokhongjeon é um dos mais recentes, tendo sido construído em 1911. Em seu interior, é possível ver elementos da transição para a sociedade moderna, com um estilo ocidental. Normalmente, edifícios no estilo coreano eram construídos em formato retangular, mas Deokhongjeon é quase quadrado. No telhado, há uma luz que foi instalada inicialmente no palácio Hyeongbokgung em 1887, apenas oito anos depois da invenção da luz elétrica. O imperador Gojong recebia enviados internacionais nesse edifício.
- Jeonggwanheon Hall

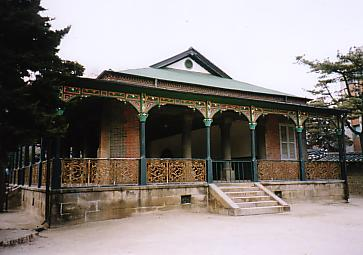
Jeonggwanheon Hall, no Palácio de Deoksugung, em Seul, Coreia do Sul.

Chamado de Jeonggwanheon, que pode ser traduzido como “lugar de onde se assiste o jardim silenciosamente”, esse edifício foi construído em 1900, sendo o primeiro exemplo de arquitetura europeia a ser construído em um palácio real. Gojong gostava de passar seu tempo livre nesse edifício, bebendo chá, ouvindo música e mesmo fazendo festas. Durante a ocupação japonesa, era usado como cafeteria, mas inevitavelmente perdeu suas características originais.
Bastante diferente dos outros edifícios, é possível ver que o arquiteto russo A.I. Sabatin, responsável pelo pavilhão, tinha conhecimento da arquitetura tradicional coreana, misturando designs coreano e ocidental. As colunas mostram um padrão tradicional de cervo com bullocho, uma erva mitológica e elixir da juventude, bem como pinheiros que simbolizam longevidade, dragões para o imperador e morcegos. Diferente de culturas ocidentais, as asiáticas acreditavam que morcegos traziam boa fortuna pois o caractere chines para “morcego” tem sonoridade parecida com o caractere para sorte. A parede feita de tijolos amarelos e laranja apresentam um padrão floral que também representa a esperança de longevidade. A parte de trás do prédio tinha passagens secretas para o Emissário Russo, que ainda existem hoje.
- Seokjojeon Hall

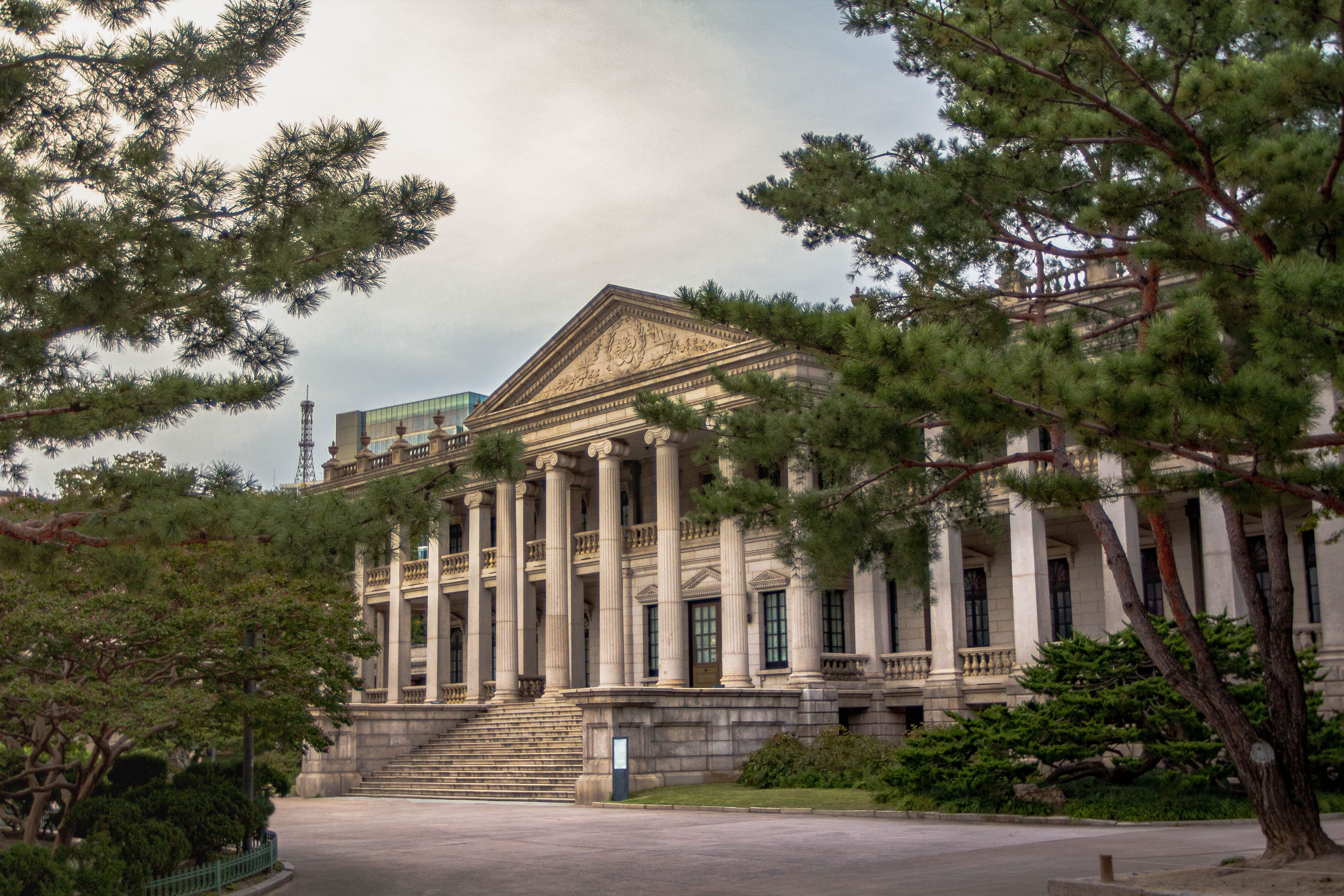
Seokjojeon Hall, no Palácio de Deoksugung, em Seul, Coreia do Sul.

Construído em 1910, o Seokjojeon Hall, que significa casa de pedra, é um edifício de estilo ocidental que era usado como auditório, lugar de dormir do rei Gojong e mais tarde um museu de arte. Tendo estilo de arquitetura neoclássico do século XIX feito pelo arquiteto britânico Harding, com colunas de estilo iônico e telhado triangular, é bastante único para a Coreia comparado a demais edifícios no palácio Deoksugung.
Para os edifícios tradicionais, era comum que cada um tivesse apenas um propósito próprio e uma pessoa específica que o usasse, mas seguindo a forma de pensar ocidental, Seokjojeon recebeu vários usos em apenas um prédio. O primeiro andar era uma sala de espera para os serviçais, o segundo andar era usado como área de recepção e o terceiro, a residência do imperador Gojong. Porém, esse edifício era raramente usado.
O Seokjojeon Hall estava em processo de construção por um britânico para sua empresa, quando em 1905 os direitos de propriedade foram transferidos para o Japão. Foi finalmente concluído em 1910. Após a morte de Gojong, o Seokjojeon Hall tornou-se uma galeria de arte japonesa aberta ao público. Após a Declaração de Independência da Coreia, a comissão conjunta russo-americana também foi realizada aqui em maio de 1946. A ala leste do Seokjogwan Hall agora serve como uma exibição do tesouro do palácio.
- Jungmyeongjeon Hall

Originalmente construído para ser uma biblioteca imperial para armazenar e preservar livros valiosos e outros objetos durante a renovação do palácio Deoksugung, o edifício Jungmyeongjeon, anteriormente chamado de Suokheon por ter sido construído para os estudos, foi usado pelo imperador Gojong após o incêndio de 1904 como sua residência privada, mudando de nome por volta de 1906. Seguindo o retorno de Gojong para o edifício Hamnyeongjeon após seu destronamento em 1907, o edifício perdeu sua função como hall imperial.

## Palácio Gyeonghuigung

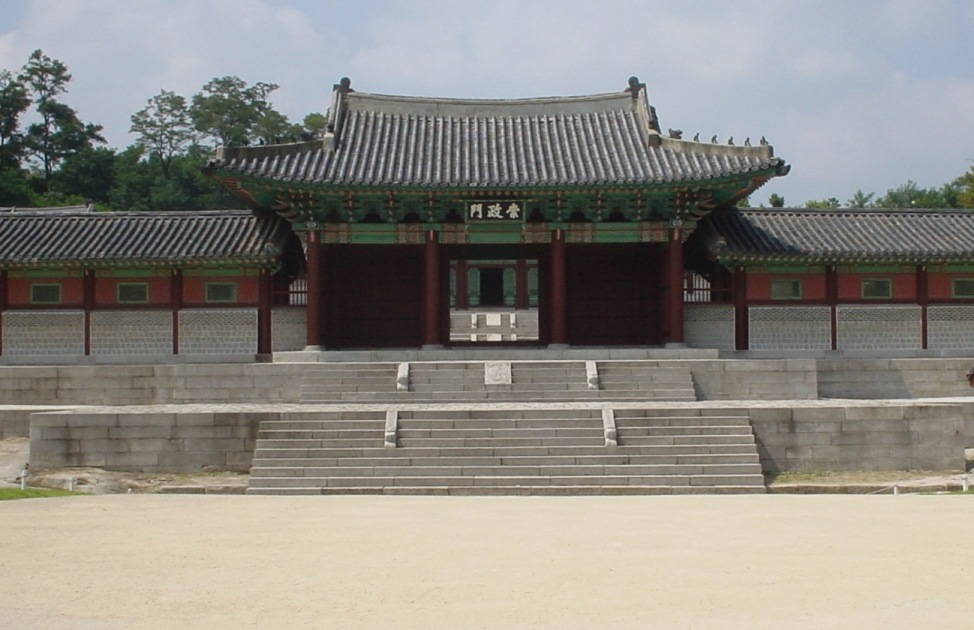
Palácio de Gyeonghuigung, em Seul, Coreia do Sul.

Durante a última metade do período Choson, o palácio Gyeonghuigung serviu como palácio secundário para o rei. Situado no lado oeste de Seul, também era chamado de Seogwol, que significa "um palácio do oeste". O palácio secundário era para onde o rei se mudava em tempos de emergência.
De In-Jo a Cheol-Jong, cerca de dez reis da dinastia Choson ficaram em Gyeonghuigung. Este palácio foi construído usando a geografia inclinada da montanha circundante e apresenta uma beleza tradicional em sua arquitetura e grande significado histórico. Por um tempo, teve um tamanho considerável, a ponto de ter uma ponte em arco conectando-o ao Palácio Deoksugung. Para a audiência real do rei, havia edifícios Sungjeongjeon e Jajeongjeon, e para dormitórios, edifícios Yungbokjeon e Hoesangjeon.
Ao todo, havia cerca de 100 edifícios pequenos e grandes no terreno do palácio. Mas quando o Japão começou a ocupação da Coreia em 1908, a escola japonesa Gyeongseong Middle School mudou-se para o palácio e, como resultado, grande parte do palácio foi nivelado ou movido. Atualmente, o portão de entrada de Gyeonghuigung, Heunghwamun, está sendo usado como portão de entrada para a entrada principal do Shilla Hotel, e Sungjeongjeon fica na Universidade Dongguk. A escola mudou-se para uma área diferente e o Sungjeongjeon e alguns dos outros edifícios foram reconstruídos.
Perto do Palácio Gyeonghuigung está o Museu de História de Seul, a Rua Jeongdong e a movimentada Rua Jongno. Depois de ter estado em Gyeonghuigung, você pode cruzar para a Rua Jeongdong e caminhar até o Palácio Deoksugung. A estrada de parede de pedra para o Palácio Deoksugung é considerada uma das estradas mais elegantes de Seul.

### História
A construção começou em 1600 durante o reinado do rei Gwanghaegun. No último período Choson, Gyeonghuigung serviu como palácio secundário para o rei e, como estava situado no lado oeste de Seul, também era chamado de Seogwol (西 闕, um palácio do oeste). O palácio secundário é geralmente o palácio para onde o rei se muda em casos de emergência.
A maior parte de Gyeonghuigung foi perdida em dois incêndios que eclodiram no século XIX, durante os reinados do Rei Sunjo e do Rei Gojong. Os japoneses desmontaram o que restou do palácio durante a ocupação da península coreana e uma escola para cidadãos japoneses foi construída no local. Duas estruturas principais do antigo palácio - o salão do trono Sungjeongjeon e o portão Heunghwamun - foram desmontadas e movidas para outras partes de Seul.
A reconstrução começou na década de 1990 como parte da iniciativa do governo sul-coreano de reconstruir os "Cinco Grandes Palácios" que foram fortemente destruídos pelos japoneses. No entanto, devido ao crescimento urbano e décadas de abandono, o governo só conseguiu reconstruir cerca de 33% do antigo palácio.

### Estrutura
- Heunghwamun

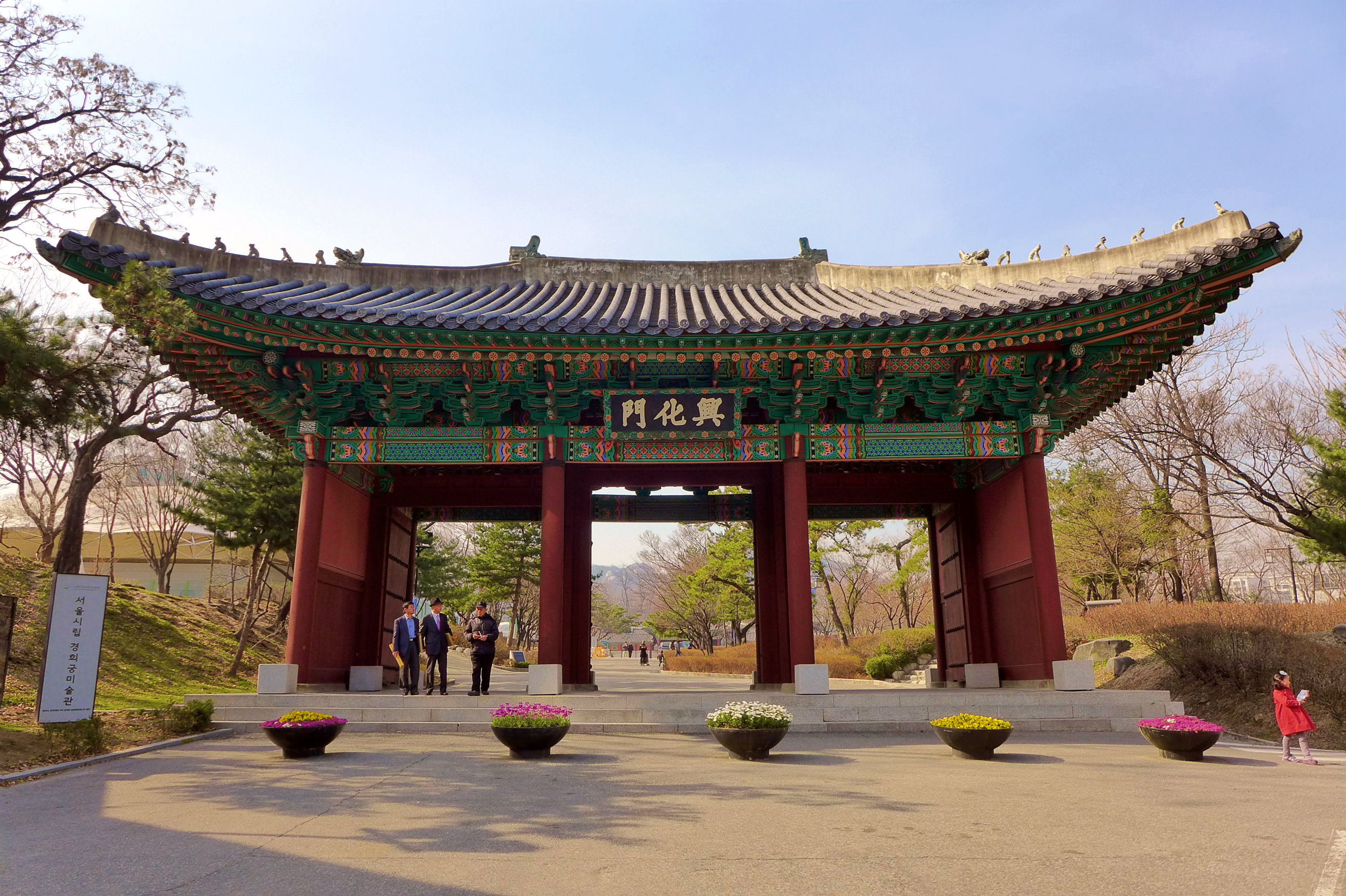
Heunghwamun, no Palácio de Gyeonghuigung, em Seul, Coreia do Sul.

Heunghwamun é a porta de entrada principal do palácio. A entrada foi brevemente movida para ser a entrada de um templo após a destruição do palácio, e também usada como entrada principal de um hotel até que foi finalmente restaurada ao seu propósito original.
- Seongjeonjeong

O edifício era a arquitetura principal do palácio, mas foi reaproveitado como um templo budista na época colonial japonesa. Durante a era Choson, o edifício de Seongjeongjeon era usado pelo rei para discutir assuntos de Estado com seus súditos, e pela família real para a realização de festas e eventos.

É considerado um exemplo da arquitetura do período de meados de Choson. O exterior do edifício apresenta as características icônicas do tradicional hanok, a arquitetura tradicional coreana, além de teto com telhas azuis, a fim de representar a nobreza. O interior, no entanto, possui inspirações ocidentais, e era o salão principal de reuniões do rei.